# Italie aux Jeux olympiques d'été de 2024
L'Italie participe aux Jeux olympiques de 2024 à Paris. Il s'agit de sa 30e participation à des Jeux olympiques d'été.
L'athlète Gianmarco Tamberi et l'escrimeuse Arianna Errigo sont nommés porte-drapeau de la délégation.

## Nombre d’athlètes qualifiés par sport
Voici la liste des qualifiés et sélectionnés italiens par sport (remplaçants compris) :
| Sport                                                                               | Hommes    | Femmes    | Total     |
| ----------------------------------------------------------------------------------- | --------- | --------- | --------- |
| Athlétisme                                                                          | 42        | 40        | 82        |
| Aviron                                                                              | 25        | 12        | 37        |
| Badminton                                                                           | 1         | 0         | 1         |
| Boxe                                                                                | 3         | 5         | 8         |
| Breakdance                                                                          | 0         | 1         | 1         |
| Canoë-kayak                                                                         | 5         | 2         | 7         |
| Cyclisme                                                                            | 12        | 13        | 25        |
| Équitation                                                                          | 4         | 1         | 5         |
| Escalade                                                                            | 1         | 3         | 4         |
| Escrime                                                                             | 12        | 12        | 24        |
| Golf                                                                                | 2         | 1         | 3         |
| Gymnastique                                                                         | 5         | 12        | 17        |
| Haltérophilie                                                                       | 2         | 1         | 3         |
| Judo                                                                                | 6         | 7         | 13        |
| Lutte                                                                               | 1         | 1         | 2         |
| Sports aquatiques • Natation sportive • Plongeon • Natation artistique • Water-polo | 22 4 0 13 | 18 4 9 13 | 40 8 9 26 |
| Pentathlon moderne                                                                  | 2         | 2         | 4         |
| Skateboard                                                                          | 2         | 0         | 2         |
| Surf                                                                                | 1         | 0         | 1         |
| Taekwondo                                                                           | 2         | 1         | 3         |
| Tennis                                                                              | 5         | 4         | 9         |
| Tennis de table                                                                     | 0         | 2         | 2         |
| Tir                                                                                 | 10        | 5         | 15        |
| Tir à l'arc                                                                         | 3         | 1         | 4         |
| Triathlon                                                                           | 2         | 3         | 5         |
| Voile                                                                               | 5         | 7         | 12        |
| Volley-ball                                                                         | 17        | 15        | 32        |
| Total                                                                               | 208       | 194       | 402       |

## Bilan général
| Place | Sport              | Médaille d'or, Jeux olympiques | Médaille d'argent, Jeux olympiques | Médaille de bronze, Jeux olympiques | Total | Rang pays |
| ----- | ------------------ | ------------------------------ | ---------------------------------- | ----------------------------------- | ----- | --------- |
| 1     | Natation           | 2                              | 1                                  | 3                                   | 6     | 7e        |
| 2     | Voile              | 2                              | 0                                  | 0                                   | 2     | 2e        |
| 3     | Escrime            | 1                              | 3                                  | 1                                   | 5     | 6e        |
| 4     | Cyclisme           | 1                              | 2                                  | 1                                   | 4     | 8e        |
| 4     | Tir                | 1                              | 2                                  | 1                                   | 4     | 6e        |
| 6     | Gymnastique        | 1                              | 1                                  | 3                                   | 5     | 3e        |
| 7     | Canoë-kayak        | 1                              | 1                                  | 0                                   | 2     | 7e        |
| 8     | Tennis             | 1                              | 0                                  | 1                                   | 2     | 2e        |
| 9     | Judo               | 1                              | 0                                  | 0                                   | 1     | 8e        |
| 9     | Volley-Ball        | 1                              | 0                                  | 0                                   | 1     | 1er       |
| 11    | Aviron             | 0                              | 2                                  | 0                                   | 2     | 9e        |
| 12    | Athlétisme         | 0                              | 1                                  | 2                                   | 3     | 29e       |
| 13    | Haltérophilie      | 0                              | 0                                  | 1                                   | 1     | 4e        |
| 13    | Pentathlon moderne | 0                              | 0                                  | 1                                   | 1     | 3e        |
| 13    | Taekwondo          | 0                              | 0                                  | 1                                   | 1     | 13e       |
| Total | Total              | 12                             | 13                                 | 15                                  | 40    | 9e        |

| Jour       | Médaille d'or, Jeux olympiques | Médaille d'argent, Jeux olympiques | Médaille de bronze, Jeux olympiques | Total |
| ---------- | ------------------------------ | ---------------------------------- | ----------------------------------- | ----- |
| 26 juillet | 0                              | 0                                  | 0                                   | 0     |
| 27 juillet | 0                              | 1                                  | 2                                   | 3     |
| 28 juillet | 1                              | 1                                  | 1                                   | 3     |
| 29 juillet | 1                              | 1                                  | 0                                   | 2     |
| 30 juillet | 1                              | 1                                  | 1                                   | 3     |
| 31 juillet | 0                              | 2                                  | 0                                   | 2     |
| 1er août   | 2                              | 1                                  | 0                                   | 3     |
| 2 août     | 0                              | 1                                  | 0                                   | 1     |
| 3 août     | 1                              | 0                                  | 1                                   | 2     |
| 4 août     | 1                              | 2                                  | 0                                   | 3     |
| 5 août     | 2                              | 0                                  | 1                                   | 3     |
| 6 août     | 0                              | 0                                  | 1                                   | 1     |
| 7 août     | 0                              | 0                                  | 1                                   | 1     |
| 8 août     | 1                              | 1                                  | 1                                   | 3     |
| 9 août     | 1                              | 1                                  | 4                                   | 6     |
| 10 août    | 0                              | 1                                  | 2                                   | 3     |
| 11 août    | 1                              | 0                                  | 0                                   | 1     |
| Total      | 12                             | 13                                 | 15                                  | 40    |

| Sexe   | Médaille d'or, Jeux olympiques | Médaille d'argent, Jeux olympiques | Médaille de bronze, Jeux olympiques | Total |
| ------ | ------------------------------ | ---------------------------------- | ----------------------------------- | ----- |
| Hommes | 3                              | 9                                  | 11                                  | 23    |
| Femmes | 7                              | 4                                  | 4                                   | 15    |
| Mixte  | 2                              | 0                                  | 0                                   | 2     |
| Total  | 12                             | 13                                 | 15                                  | 40    |

## Médaillés
Légende
- Hommes
- Femmes
- Mixte

### Médailles d'or
| Sport                  | Discipline / Épreuve  | Discipline / Épreuve                          | Athlète(s) | Performance                                | Date       |
| ---------------------- | --------------------- | --------------------------------------------- | --- | ------------------------------------------ | ---------- |
| Natation               | 100 m brasse          | Compétition masculine                         | Nicolò Martinenghi | 59 s 03                                    | 28 juillet |
| Natation               | 100 m dos             | Compétition masculine                         | Thomas Ceccon | 52 s 00                                    | 29 juillet |
| Voile                  | IQFoil                | Compétition féminine                          | Marta Maggetti | 1er                                        | 3 août     |
| Voile                  | Nacra 17              | Compétition mixte (hommes et femmes mélangés) | Ruggero Tita Caterina Banti | 31 points                                  | 8 août     |
| Tennis                 | Double                | Compétition féminine                          | Sara Errani Jasmine Paolini | 2-6, 6-1, 10-7 contre Andreeva / Schnaider | 4 août     |
| Escrime                | Épée par équipe       | Compétition féminine                          | Rossella Fiamingo Giulia Rizzi Mara Navarria Alberta Santuccio | 30 - 29 contre France                      | 30 juillet |
| Canoë-kayak            | K1 (slalom)           | Compétition masculine                         | Giovanni De Gennaro | 88 s 22                                    | 1er août   |
| Judo                   | Moins de 78 kg        | Compétition féminine                          | Alice Bellandi | 11 - 00 contre Inbar Lanir                 | 1er août   |
| Gymnastique artistique | Poutre                | Compétition féminine                          | Alice D'Amato | 14,366 points                              | 5 août     |
| Tir                    | Skeet                 | Compétition mixte (hommes et femmes mélangés) | Diana Bacosi Gabriele Rossetti | 45 points                                  | 8 août     |
| Cyclisme               | Course à l'américaine | Compétition féminine                          | Chiara Consonni Vittoria Guazzini | 37 points                                  | 9 août     |
| Volley-ball            | Tournoi               | Compétition féminine                          | - Ekaterina Antropova - Caterina Bosetti - Carlotta Cambi - Anna Danesi - Monica De Gennaro - Paola Egonu - Sarah Luisa Fahr - Gaia Giovannini - Marina Lubian - Loveth Omoruyi - Alessia Orro - Myriam Sylla - Ilaria Spirito | 3 - 0 contre États-Unis                    | 11 août    |

### Médailles d'argent
| Sport                  | Discipline / Épreuve         | Discipline / Épreuve  | Athlète(s)                                                              | Performance                   | Date       |
| ---------------------- | ---------------------------- | --------------------- | ----------------------------------------------------------------------- | ----------------------------- | ---------- |
| Tir                    | Pistolet à 10 m air comprimé | Compétition masculine | Federico Nilo Maldini                                                   | 240 points                    | 29 juillet |
| Tir                    | Fosse olympique              | Compétition féminine  | Silvana Stanco                                                          | 40 points                     | 31 juillet |
| Cyclisme               | Contre-la-montre             | Compétition masculine | Filippo Ganna                                                           | 36 min 27 s 08                | 27 juillet |
| Cyclisme               | Course à l'américaine        | Compétition masculine | Simone Consonni Elia Viviani                                            | 47 points                     | 10 août    |
| Aviron                 | Quatre de couple             | Compétition masculine | Luca Chiumento Luca Rambaldi Giacomo Gentili Andrea Panizza             | 5 min 42 s 00                 | 31 juillet |
| Aviron                 | Deux de couple poids léger   | Compétition masculine | Stefano Oppo Gabriel Soares                                             | 6 min 13 s 33                 | 2 août     |
| Escrime                | Fleuret individuel           | Compétition masculine | Filippo Macchi                                                          | 14 - 15 contre Cheung Ka Long | 29 juillet |
| Escrime                | Fleuret par équipe           | Compétition féminine  | Arianna Errigo Martina Favaretto Francesca Palumbo Alice Volpi          | 39 - 45 contre États-Unis     | 1er août   |
| Escrime                | Fleuret par équipe           | Compétition masculine | Guillaume Bianchi Filippo Macchi Tommaso Marini Alessio Foconi          | 36 - 45 contre Japon          | 4 août     |
| Gymnastique artistique | Concours général par équipe  | Compétition féminine  | Angela Andreoli Alice D'Amato Manila Esposito Elisa Iorio Giorgia Villa | 165,494 points                | 30 juillet |
| Natation               | 1 500 m nage libre           | Compétition masculine | Gregorio Paltrinieri                                                    | 14 min 34 s 55                | 4 août     |
| Canoë-kayak            | C2 500 m                     | Compétition masculine | Gabriele Casadei Carlo Tacchini                                         | 1 min 41 s 08                 | 8 août     |
| Athlétisme             | 10 000 m                     | Compétition féminine  | Nadia Battocletti                                                       | 30 min 43 s 35                | 9 août     |

### Médailles de bronze
| Sport                  | Discipline / Épreuve         | Discipline / Épreuve  | Athlète(s)                                                                                       | Performance                                | Date       |
| ---------------------- | ---------------------------- | --------------------- | ------------------------------------------------------------------------------------------------ | ------------------------------------------ | ---------- |
| Natation               | Relais 4 x 100 m nage libre  | Compétition masculine | Alessandro Miressi Thomas Ceccon Paolo Conte Bonin Manuel Frigo Lorenzo Zazzeri Leonardo Deplano | 3 min 10 s 70                              | 27 juillet |
| Natation               | 800 mè nage libre            | Compétition masculine | Gregorio Paltrinieri                                                                             | 7 min 39 s 38                              | 30 juillet |
| Natation               | 10 km en eau libre           | Compétition féminine  | Ginevra Taddeucci                                                                                | 2 h 3 min 42 s 8                           | 8 août     |
| Gymnastique artistique | Poutre                       | Compétition féminine  | Manila Esposito                                                                                  | 14,000 points                              | 5 août     |
| Gymnastique rythmique  | Concours général individuel  | Compétition féminine  | Sofia Raffaeli                                                                                   | 136,300 points                             | 5 août     |
| Gymnastique rythmique  | Concours des ensembles       | Compétition féminine  | Martina Centofanti Agnese Duranti Alessia Maurelli Daniela Mogurean Laura Paris                  | 68,100 points                              | 10 août    |
| Athlétisme             | Saut en longueur             | Compétition masculine | Mattia Furlani                                                                                   | 8,34 m                                     | 6 août     |
| Athlétisme             | Triple saut                  | Compétition masculine | Andy Díaz                                                                                        | 17,64 m                                    | 9 août     |
| Escrime                | Sabre individuel             | Compétition masculine | Luigi Samele                                                                                     | 15 - 12 contre Ziad El-Sissy               | 27 juillet |
| Tir                    | Pistolet à 10 m air comprimé | Compétition masculine | Paolo Monna                                                                                      | 218,6 points                               | 28 juillet |
| Tennis                 | Simple                       | Compétition masculine | Lorenzo Musetti                                                                                  | 6-1, 1-6, 6-3 contre Félix Auger-Aliassime | 3 août     |
| Cyclisme sur piste     | Poursuite par équipes        | Compétition masculine | Simone Consonni Filippo Ganna Francesco Lamon Jonathan Milan                                     | 3 min 44 s 197                             | 7 août     |
| Haltérophilie          | Moins de 89 kg               | Compétition masculine | Antonino Pizzolato                                                                               | 384 kg                                     | 9 août     |
| Taekwondo              | Moins de 80 kg               | Compétition masculine | Simone Alessio                                                                                   | 5 - 2, 5 - 4 contre Jasurbek Jaysunov      | 9 août     |
| Pentathlon moderne     | Concours                     | Compétition masculine | Giorgio Malan                                                                                    | 1536 points                                | 10 août    |

## Résultats

### Athlétisme

#### Hommes
| Athlète(s)                                                 | Épreuve          | Premier tour (ou tour préliminaire) | Premier tour (ou tour préliminaire) | Repêchage (ou premier tour) | Repêchage (ou premier tour) | Demi-finale   | Demi-finale | Finale          | Finale  |
| Athlète(s)                                                 | Épreuve          | Temps                               | Rang                                | Temps                       | Rang                        | Temps         | Rang        | Temps           | Rang    |
| ---------------------------------------------------------- | ---------------- | ----------------------------------- | ----------------------------------- | --------------------------- | --------------------------- | ------------- | ----------- | --------------- | ------- |
| Chituru Ali                                                | 100 m            | 10 s 12                             | 2e                                  | Exempté                     | Exempté                     | 10 s 14       | 7e          | Éliminé         | Éliminé |
| Marcell Jacobs                                             | 100 m            | 10 s 5                              | 2e                                  | Exempté                     | Exempté                     | 9 s 92        | 3e          | 9 s 85          | 5e      |
| Eseosa Desalu                                              | 200 m            | 20 s 26                             | 2e                                  | Exempté                     | Exempté                     | 20 s 37       | 4e          | Éliminé         | Éliminé |
| Filippo Tortu                                              | 200 m            | 20 s 29                             | 3e                                  | Exempté                     | Exempté                     | 20 s 54       | 4e          | Éliminé         | Éliminé |
| Diego Pettorossi                                           | 200 m            | 20 s 63                             | 4e                                  | 20 s 53                     | 2e                          | Éliminé       | Éliminé     | Éliminé         | Éliminé |
| Luca Sito                                                  | 400 m            | 44 s 99                             | 3e                                  | Exempté                     | Exempté                     | 45 s 01       | 5e          | Éliminé         | Éliminé |
| Davide Re                                                  | 400 m            | 46 s 74                             | 8e                                  | DNS                         | 4e                          | Éliminé       | Éliminé     | Éliminé         | Éliminé |
| Cătălin Tecuceanu                                          | 800 m            | 1 min 44 s 80                       | 2e                                  | Exempté                     | Exempté                     | 1 min 45 s 38 | 3e          | Éliminé         | Éliminé |
| Simone Barontini                                           | 800 m            | 1 min 46 s 33                       | 4e                                  | 1 min 45 s 56               | 1er                         | 1 min 45 s 17 | 8e          | Éliminé         | Éliminé |
| Ossama Meslek                                              | 1 500 m          | 3 min 39 s 96                       | 15e                                 | 3 min 35 s 32               | 3e                          | 3 min 32 s 77 | 8e          | Éliminé         | Éliminé |
| Pietro Arese                                               | 1 500 m          | 3 min 35 s 30                       | 3e                                  | Exempté                     | Exempté                     | 3 min 33 s 03 | 6e          | 3 min 30 s 74   | 8e      |
| Federico Riva                                              | 1 500 m          | 3 min 41 s 78                       | 14e                                 | 3 min 32 s 84               | 1er                         | 3 min 35 s 26 | 9e          | Éliminé         | Éliminé |
| Yemaneberhan Crippa                                        | Marathon         | Non disputé                         | Non disputé                         | Non disputé                 | Non disputé                 | Non disputé   | Non disputé | 2 h 10 min 36 s | 25e     |
| Eyob Faniel                                                | Marathon         | Non disputé                         | Non disputé                         | Non disputé                 | Non disputé                 | Non disputé   | Non disputé | 2 h 12 min 50 s | 43e     |
| Daniele Meucci                                             | Marathon         | Non disputé                         | Non disputé                         | Non disputé                 | Non disputé                 | Non disputé   | Non disputé | 2 h 14 min 2 s  | 51e     |
| Lorenzo Simonelli                                          | 110 m haies      | 13 s 27                             | 2e                                  | Exempté                     | Exempté                     | 13 s 38       | 5e          | Éliminé         | Éliminé |
| Alessandro Sibilio                                         | 400 m haies      | 48 s 43                             | 4e                                  | Exempté                     | Exempté                     | 48 s 79       | 6e          | Éliminé         | Éliminé |
| Yassin Bouih                                               | 3 000 m steeple  | 8 min 40 s 34                       | 11e                                 | Non disputé                 | Non disputé                 | Non disputé   | Non disputé | Éliminé         | Éliminé |
| Osama Zoghlami                                             | 3 000 m steeple  | 8 min 20 s 52                       | 8e                                  | Non disputé                 | Non disputé                 | Non disputé   | Non disputé | Éliminé         | Éliminé |
| Matteo Melluzzo Marcell Jacobs Eseosa Desalu Filippo Tortu | Relais 4 × 100 m | 38 s 07                             | 5e                                  | Non disputé                 | Non disputé                 | Non disputé   | Non disputé | 37 s 68         | 4e      |
| Luca Sito Vladimir Aceti Alessandro Sibilio Edoardo Scotti | Relais 4 × 400 m | 3 min 0 s 26                        | 3e                                  | Non disputé                 | Non disputé                 | Non disputé   | Non disputé | 2 min 59 s 72   | 7e      |
| Massimo Stano                                              | 20 km marche     | Non disputé                         | Non disputé                         | Non disputé                 | Non disputé                 | Non disputé   | Non disputé | 1 h 19 min 12 s | 4e      |
| Francesco Fortunato                                        | 20 km marche     | Non disputé                         | Non disputé                         | Non disputé                 | Non disputé                 | Non disputé   | Non disputé | 1 h 20 min 38 s | 20e     |
| Riccardo Orsoni                                            | 20 km marche     | Non disputé                         | Non disputé                         | Non disputé                 | Non disputé                 | Non disputé   | Non disputé | 1 h 25 min 8 s  | 41e     |

| Athlète                | Épreuve          | Qualification | Qualification | Finale      | Finale                              |
| Athlète                | Épreuve          | Performance   | Rang          | Performance | Rang                                |
| ---------------------- | ---------------- | ------------- | ------------- | ----------- | ----------------------------------- |
| Stefano Sottile        | Saut en hauteur  | 2,24 m        | 5e            | 2,34 m      | 4e                                  |
| Gianmarco Tamberi      | Saut en hauteur  | 2,24 m        | 6e            | 2,22 m      | 11e                                 |
| Claudio Michel Stecchi | Saut à la perche | 5,70 m        | 13e           | Éliminé     | Éliminé                             |
| Mattia Furlani         | Saut en longueur | 8,01 m        | 6e            | 8,34 m      | Médaille de bronze, Jeux olympiques |
| Andy Díaz              | Triple saut      | 16,79 m       | 12e           | 17,64 m     | Médaille de bronze, Jeux olympiques |
| Andrea Dallavalle      | Triple saut      | 16,65 m       | 19e           | Éliminé     | Éliminé                             |
| Emmanuel Ihemeje       | Triple saut      | 16,50 m       | 20e           | Éliminé     | Éliminé                             |
| Leonardo Fabbri        | Lancer du poids  | 21,76 m       | 1er           | 21,70 m     | 5e                                  |
| Zane Weir              | Lancer du poids  | 21,00 m       | 11e           | 20,34 m     | 11e                                 |

#### Femmes
| Athlète(s)                                                    | Épreuve          | Premier tour (ou tour préliminaire) | Premier tour (ou tour préliminaire) | Repêchage (ou premier tour) | Repêchage (ou premier tour) | Demi-finale   | Demi-finale | Finale          | Finale                             |
| Athlète(s)                                                    | Épreuve          | Temps                               | Rang                                | Temps                       | Rang                        | Temps         | Rang        | Temps           | Rang                               |
| ------------------------------------------------------------- | ---------------- | ----------------------------------- | ----------------------------------- | --------------------------- | --------------------------- | ------------- | ----------- | --------------- | ---------------------------------- |
| Zaynab Dosso                                                  | 100 m            | 11 s 30                             | 3e                                  | Exemptée                    | Exemptée                    | 11 s 34       | 9e          | Éliminée        | Éliminée                           |
| Dalia Kaddari                                                 | 200 m            | 23 s 49                             | 6e                                  | DNS                         | 7e                          | Éliminée      | Éliminée    | Éliminée        | Éliminée                           |
| Anna Bongiorni                                                | 200 m            | 23 s 49                             | 7e                                  | DNS                         | 6e                          | Éliminée      | Éliminée    | Éliminée        | Éliminée                           |
| Alice Mangione                                                | 400 m            | 51 s 60                             | 5e                                  | 51 s 7                      | 3e                          | Éliminée      | Éliminée    | Éliminée        | Éliminée                           |
| Eloisa Coiro                                                  | 800 m            | 1 min 59 s 19                       | 4e                                  | 2 min 0 s 31                | 2e                          | Éliminée      | Éliminée    | Éliminée        | Éliminée                           |
| Elena Bellò                                                   | 800 m            | 1 min 59 s 98                       | 7e                                  | 2 min 2 s 91                | 4e                          | Éliminée      | Éliminée    | Éliminée        | Éliminée                           |
| Sintayehu Vissa                                               | 1 500 m          | 4 min 0 s 69                        | 8e                                  | 4 min 6 s 71                | 1re                         | 3 min 58 s 11 | 10e         | Éliminée        | Éliminée                           |
| Ludovica Cavalli                                              | 1 500 m          | 4 min 11 s 68                       | 13e                                 | 4 min 2 s 46                | 2e                          | 4 min 3 s 59  | 12e         | Éliminée        | Éliminée                           |
| Federica Del Buono                                            | 1 500 m          | 4 min 10 s 14                       | 14e                                 | Éliminée                    | Éliminée                    | Éliminée      | Éliminée    | Éliminée        | Éliminée                           |
| Federica Del Buono                                            | 5 000 m          | 15 min 15 s 54                      | 16e                                 | Non disputé                 | Non disputé                 | Non disputé   | Non disputé | Éliminée        | Éliminée                           |
| Nadia Battocletti                                             | 5 000 m          | 14 min 57 s 65                      | 3e                                  | Non disputé                 | Non disputé                 | Non disputé   | Non disputé | 14 min 31 s 64  | 4e                                 |
| Nadia Battocletti                                             | 10 000 m         | Non disputé                         | Non disputé                         | Non disputé                 | Non disputé                 | Non disputé   | Non disputé | 30 min 43 s 35  | Médaille d'argent, Jeux olympiques |
| Sofiia Yaremchuck                                             | Marathon         | Non disputé                         | Non disputé                         | Non disputé                 | Non disputé                 | Non disputé   | Non disputé | 2 h 30 min 20 s | 30e                                |
| Giovanna Epis                                                 | Marathon         | Non disputé                         | Non disputé                         | Non disputé                 | Non disputé                 | Non disputé   | Non disputé | 2 h 38 min 26 s | 67e                                |
| Rebecca Sartori                                               | 400 m haies      | 55 s 81                             | 6e                                  | 55 s 44                     | 5e                          | Éliminée      | Éliminée    | Éliminée        | Éliminée                           |
| Ayomide Folorunso                                             | 400 m haies      | 55 s 03                             | 6e                                  | 55 s 07                     | 1re                         | 54 s 92       | 5e          | Éliminée        | Éliminée                           |
| Alice Muraro                                                  | 400 m haies      | 55 s 62                             | 5e                                  | 55 s 48                     | 6e                          | Éliminée      | Éliminée    | Éliminée        | Éliminée                           |
| Zaynab Dosso Dalia Kaddari Irene Siragusa Arianna de Masi     | Relais 4 × 100 m | 43 s 03                             | 6e                                  | Non disputé                 | Non disputé                 | Non disputé   | Non disputé | Éliminées       | Éliminées                          |
| Ilaria Accame Anna Polinari Giancarla Trevisan Alice Mangione | Relais 4 × 400 m | 3 min 26 s 50                       | 5e                                  | Non disputé                 | Non disputé                 | Non disputé   | Non disputé | Éliminées       | Éliminées                          |
| Eleonora Giorgi                                               | 20 km marche     | Non disputé                         | Non disputé                         | Non disputé                 | Non disputé                 | Non disputé   | Non disputé | 1 h 31 min 49 s | 23e                                |
| Valentina Trapletti                                           | 20 km marche     | Non disputé                         | Non disputé                         | Non disputé                 | Non disputé                 | Non disputé   | Non disputé | 1 h 35 min 39 s | 35e                                |
| Antonella Palmisano                                           | 20 km marche     | Non disputé                         | Non disputé                         | Non disputé                 | Non disputé                 | Non disputé   | Non disputé | NPT             | NPT                                |

| Athlète           | Épreuve           | Qualification | Qualification | Finale      | Finale   |
| Athlète           | Épreuve           | Performance   | Rang          | Performance | Rang     |
| ----------------- | ----------------- | ------------- | ------------- | ----------- | -------- |
| Elisa Molinarolo  | Saut à la perche  | 4,55 m        | 1er           | 4,70 m      | 6e       |
| Roberta Bruni     | Saut à la perche  | 4,55 m        | 1er           | 4,40 m      | 14e      |
| Larissa Iapichino | Saut en longueur  | 6,87 m        | 2e            | 6,87 m      | 4e       |
| Dariya Derkach    | Triple saut       | 14,35 m       | 6e            | 14,14 m     | 8e       |
| Ottavia Cestonaro | Triple saut       | 13,63 m       | 26e           | Éliminée    | Éliminée |
| Daisy Osakue      | Lancer du disque  | 63,11 m       | 9e            | 63,11 m     | 8e       |
| Sara Fantini      | Lancer du marteau | 72,40 m       | 8e            | 69,58 m     | 12e      |

| Athlète        | Épreuve  | 100 m H | SH     | LP      | 200 m   | SL     | LJ      | 800 m        | Total | Rang |
| -------------- | -------- | ------- | ------ | ------- | ------- | ------ | ------- | ------------ | ----- | ---- |
| Sveva Gerevini | Résultat | 13 s 40 | 1,74 m | 12,80 m | 23 s 58 | 6,08 m | 39,68 m | 2 min 8 s 84 | 6 220 | 13e  |
| Sveva Gerevini | Points   | 1065    | 903    | 714     | 1021    | 874    | 661     | 982          | 6 220 | 13e  |

#### Mixte
| Athlètes                                                                                         | Épreuve          | Premier tour  | Premier tour | Finale          | Finale |
| Athlètes                                                                                         | Épreuve          | Temps         | Rang         | Temps           | Rang   |
| ------------------------------------------------------------------------------------------------ | ---------------- | ------------- | ------------ | --------------- | ------ |
| Luca Sito Anna Polinari (premier tour) Edoardo Scotti Alice Mangione Giancarla Trevisan (finale) | Relais 4 × 400 m | 3 min 11 s 59 | 3e           | 3 min 11 s 84   | 6e     |
| Massimo Stano Antonella Palmisano                                                                | 35 km marche     | Non disputé   | Non disputé  | 2 h 53 min 52 s | 6e     |

### Aviron
| Athlète(s) | Compétition                | Série         | Série | Repêchage     | Repêchage | Demi-finale   | Demi-finale | Finale        | Finale                             |
| Athlète(s) | Compétition                | Temps         | Rang  | Temps         | Rang      | Temps         | Rang        | Temps         | Rang                               |
| --- | -------------------------- | ------------- | ----- | ------------- | --------- | ------------- | ----------- | ------------- | ---------------------------------- |
| Nicolò Carucci Matteo Sartori | Deux de couple             | 6 min 48 s 77 | 4e    | 6 min 43 s 83 | 4e        | Éliminés      | Éliminés    | Éliminés      | Éliminés                           |
| Stefano Oppo Gabriel Soares | Deux de couple poids léger | 6 min 29 s 17 | 1er   | Exemptés      | Exemptés  | 6 min 22 s 85 | 1er         | 6 min 13 s 33 | Médaille d'argent, Jeux olympiques |
| Luca Chiumento Luca Rambaldi Giacomo Gentili Andrea Panizza                                                                                             | Quatre de couple           | 5 min 43 s 31 | 1er   | Exemptés      | Exemptés  | Non disputé   | Non disputé | 5 min 44 s 40 | Médaille d'argent, Jeux olympiques |
| Davide Comini Giovanni Codato | Deux sans barreur          | 6 min 50 s 25 | 4e    | 6 min 50 s 31 | 2e        | 6 min 45 s 86 | 5e          | Éliminés      | Éliminés                           |
| Giovanni Abagnale Nicholas Kohl Matteo Lodo Giuseppe Vicino                                                                                             | Quatre sans barreur        | 6 min 14 s 65 | 5e    | 5 min 52 s 65 | 1er       | Non disputé   | Non disputé | 5 min 55 s 07 | 4e                                 |
| Jacopo Frigerio Emanuele Gaetani Liseo Salvatore Monfrecola Davide Verita Gennaro Di Mauro Leonardo Pietra Caprina Vincenzo Abbagnale Alessandra Faella | Huit                       | 5 min 52 s 52 | 4e    | 5 min 36 s 31 | 5e        | Non disputé   | Non disputé | Éliminés      | Éliminés                           |

| Athlète(s) | Compétition    | Série         | Série | Repêchage     | Repêchage | Demi-finale   | Demi-finale | Finale        | Finale |
| Athlète(s) | Compétition    | Temps         | Rang  | Temps         | Rang      | Temps         | Rang        | Temps         | Rang   |
| --- | -------------- | ------------- | ----- | ------------- | --------- | ------------- | ----------- | ------------- | ------ |
| Clara Guerra Stefania Gobbi | Deux de couple | 7 min 15 s 51 | 5e    | 7 min 10 s 41 | 3e        | 6 min 58 s 08 | 6e          | 6 min 56 s 87 | 5e     |
| Veronica Bumbaca Alice Codato Linda De Filippis Alice Gnatta Elisa Mondelli Giorgia Pelacchi Aisha Rocek Silvia Terrazzi Emanuele Capponi | Huit           | 6 min 28 s 47 | 3e    | 6 min 9 s 65  | 4e        | Non disputé   | Non disputé | 6 min 7 s 51  | 6e     |

### Badminton
| Athlète(s)         | Compétition   | Phase de groupes       | Phase de groupes       | Phase de groupes | 8e de finale        | Quarts de finale    | Demi-finale         | Finale / 3e place   | Finale / 3e place |
| Athlète(s)         | Compétition   | Adversaire Résultat    | Adversaire Résultat    | Rang             | Adversaire Résultat | Adversaire Résultat | Adversaire Résultat | Adversaire Résultat | Rang              |
| ------------------ | ------------- | ---------------------- | ---------------------- | ---------------- | ------------------- | ------------------- | ------------------- | ------------------- | ----------------- |
| Giovanni Toti (en) | Simple hommes | Sören Opti V 21-8, 4-1 | Shi Yuqi D 9-21, 10-21 | 2e du gr. A      | Éliminé             | Éliminé             | Éliminé             | Éliminé             | 14e               |

### Boxe
| Athlète               | Catégorie                   | 16e de finale       | 8e de finale        | Quart de finale     | Demi-finale         | Finale              | Rang |
| Athlète               | Catégorie                   | Adversaire Résultat | Adversaire Résultat | Adversaire Résultat | Adversaire Résultat | Adversaire Résultat | Rang |
| --------------------- | --------------------------- | ------------------- | ------------------- | ------------------- | ------------------- | ------------------- | ---- |
| Salvatore Cavallaro   | Poids moyen (-80 kg)        | Aykutsun D 1 - 4    | Éliminé             | Éliminé             | Éliminé             | Éliminé             | 17e  |
| Aziz Abbes Mouhiidine | Poids lourds (-92 kg)       | Exempté             | Mullojonov D 1 - 4  | Éliminé             | Éliminé             | Éliminé             | 9e   |
| Diego Lenzi           | Poids super-lourds (+92 kg) | Exempté             | Edwards V 4 - 1     | Tiafack D 0 - 5     | Éliminé             | Éliminé             | 5e   |

| Athlète             | Catégorie              | 16e de finale         | 8e de finale               | Quart de finale     | Demi-finale         | Finale              | Rang |
| Athlète             | Catégorie              | Adversaire Résultat   | Adversaire Résultat        | Adversaire Résultat | Adversaire Résultat | Adversaire Résultat | Rang |
| ------------------- | ---------------------- | --------------------- | -------------------------- | ------------------- | ------------------- | ------------------- | ---- |
| Giordana Sorrentino | Poids mouches (-50 kg) | Kyzaibay D 1 - 4      | Éliminée                   | Éliminée            | Éliminée            | Éliminée            | 17e  |
| Sirine Charaabi     | Poids coqs (-54 kg)    | Munguntsetseg D 0 - 5 | Éliminée                   | Éliminée            | Éliminée            | Éliminée            | 17e  |
| Irma Testa          | Poids plumes (-57 kg)  | Xi D 2 - 3            | Éliminée                   | Éliminée            | Éliminée            | Éliminée            | 17e  |
| Alessia Mesiano     | Poids légers (-60 kg)  | Özer V 4 - 1          | Harrington D 0 - 5         | Éliminée            | Éliminée            | Éliminée            | 9e   |
| Angela Carini       | Poids welters (-66 kg) | Exemptée              | Khelif Défaite par abandon | Éliminée            | Éliminée            | Éliminée            | 9e   |

### Breakdance
| Athlète          | Surnom | Catégorie | Phase préliminaire          | Phase préliminaire           | Phase préliminaire              | Quart de finale             | Demi-finale                 | Finale                      | Rang |
| Athlète          | Surnom | Catégorie | Tour 1                      | Tour 2                       | Tour 3                          | Adversaire Résultat (Votes) | Adversaire Résultat (Votes) | Adversaire Résultat (Votes) | Rang |
| Athlète          | Surnom | Catégorie | Adversaire Résultat (Votes) | Adversaire Résultat (Votes)  | Adversaire Résultat (Votes)     | Adversaire Résultat (Votes) | Adversaire Résultat (Votes) | Adversaire Résultat (Votes) | Rang |
| ---------------- | ------ | --------- | --------------------------- | ---------------------------- | ------------------------------- | --------------------------- | --------------------------- | --------------------------- | ---- |
| Antilai Sandrini | Kuzya  | B-Girls   | Ami Défaite 0(1) - 2(17)    | Ying Zi Défaite 0(1) - 2(16) | Elmamouny Victoire 2(16) - 0(2) | Éliminée                    | Éliminée                    | Éliminée                    | 11e  |

### Canoë-kayak

#### Course en ligne
| Athlète(s)                     | Compétition | Séries        | Séries | Quarts de finale | Quarts de finale | Demi-finale   | Demi-finale | Finale A, B, C | Finale A, B, C                     |
| Athlète(s)                     | Compétition | Temps         | Rang   | Temps            | Rang             | Temps         | Rang        | Temps          | Rang                               |
| ------------------------------ | ----------- | ------------- | ------ | ---------------- | ---------------- | ------------- | ----------- | -------------- | ---------------------------------- |
| Nicolae Craciun                | C1 1 000 m  | 3 min 53 s 90 | 4e     | 3 min 53 s 13    | 3e               | Éliminé       | Éliminé     | Éliminé        | 19e                                |
| Carlo Tacchini                 | C1 1 000 m  | 3 min 59 s 59 | 3e     | 3 min 49 s 15    | 1er              | 3 min 45 s 42 | 4e          | 3 min 48 s 97  | 5e                                 |
| Nicolae Craciun Carlo Tacchini | C2 500 m    | 1 min 39 s 17 | 1er    | Exemptés         | Exemptés         | 1 min 41 s 59 | 3e          | 1 min 41 s 08  | Médaille d'argent, Jeux olympiques |

#### Slalom
| Athlète             | Compétition | Éliminatoires | Éliminatoires | Éliminatoires | Éliminatoires | Éliminatoires  | Éliminatoires | Demi-finales | Demi-finales | Finale   | Finale                         |
| Athlète             | Compétition | Manche 1      | Manche 1      | Manche 2      | Manche 2      | Meilleur temps | Rang          | Demi-finales | Demi-finales | Finale   | Finale                         |
| Athlète             | Compétition | Temps         | Rang          | Temps         | Rang          | Meilleur temps | Rang          | Temps        | Rang         | Temps    | Rang                           |
| ------------------- | ----------- | ------------- | ------------- | ------------- | ------------- | -------------- | ------------- | ------------ | ------------ | -------- | ------------------------------ |
| Raffaello Ivaldi    | C1 hommes   | 91 s 90       | 4e            | 94 s 69       | 6e            | 91 s 90        | 4e            | 108 s 20     | 14e          | Éliminé  | 14e                            |
| Giovanni De Gennaro | K1 hommes   | 88 s 46       | 12e           | 85 s 34       | 3e            | 85 s 34        | 3e            | 93 s 47      | 8e           | 88 s 22  | Médaille d'or, Jeux olympiques |
| Marta Bertoncelli   | C1 femmes   | 112 s 28      | 14e           | 110 s 43      | 13e           | 110 s 43       | 18e           | 170 s 58     | 18e          | Éliminée | 18e                            |
| Stefanie Horn       | K1 femmes   | 99 s 64       | 15e           | 95 s 43       | 7e            | 95 s 43        | 7e            | 101 s 04     | 4e           | 101 s 43 | 5e                             |

| Athlète             | Compétition | Contre-la-montre | Contre-la-montre | Premier tour | Repêchage | Séries | Quarts de finale | Demi- finales | Finale   |
| Athlète             | Compétition | Temps            | Rang             | Rang         | Rang      | Rang   | Rang             | Rang          | Rang     |
| ------------------- | ----------- | ---------------- | ---------------- | ------------ | --------- | ------ | ---------------- | ------------- | -------- |
| Giovanni De Gennaro | KX1 hommes  | 67 s 71          | 5e               | 1er          | Exempté   | 1er    | 4e               | Éliminé       | Éliminé  |
| Stefanie Horn       | KX1 femmes  | 75 s 19          | 17e              | 3e           | 1re       | 2e     | 4e               | Éliminée      | Éliminée |

### Cyclisme

#### BMX
| Athlète           | Compétition | Quarts de finale | Quarts de finale | Quarts de finale | Quarts de finale | Quarts de finale | Repêchage | Repêchage | Demi-finale | Demi-finale | Demi-finale | Demi-finale | Demi-finale | Finale  | Finale |
| Athlète           | Compétition | Manche 1         | Manche 2         | Manche 3         | Résultat         | Rang             | Temps     | Rang      | Manche 1    | Manche 2    | Manche 3    | Résultat    | Rang        | Temps   | Rang   |
| ----------------- | ----------- | ---------------- | ---------------- | ---------------- | ---------------- | ---------------- | --------- | --------- | ----------- | ----------- | ----------- | ----------- | ----------- | ------- | ------ |
| Pietro Bertagnoli | Hommes      | 3e               | 4e               | 7e               | 14               | 12e              | Exempté   | Exempté   | 6e          | 3e          | 6e          | 15          | 9e          | Éliminé | 9e     |

#### Piste
| Athlète     | Compétition                 | Qualification        | Qualification | 32e de finale                   | Repêchage 1                          | 16e de finale                   | Repêchage 2                     | 8e de finale                    | Repêchage 3                     | Quarts de finale                | Demi-finale                     | Finale Match de classement      | Finale Match de classement |
| Athlète     | Compétition                 | Temps Vitesse (km/h) | Rang          | Adversaire Temps Vitesse (km/h) | Adversaire Temps Vitesse (km/h)      | Adversaire Temps Vitesse (km/h) | Adversaire Temps Vitesse (km/h) | Adversaire Temps Vitesse (km/h) | Adversaire Temps Vitesse (km/h) | Adversaire Temps Vitesse (km/h) | Adversaire Temps Vitesse (km/h) | Adversaire Temps Vitesse (km/h) | Rang                       |
| ----------- | --------------------------- | -------------------- | ------------- | ------------------------------- | ------------------------------------ | ------------------------------- | ------------------------------- | ------------------------------- | ------------------------------- | ------------------------------- | ------------------------------- | ------------------------------- | -------------------------- |
| Sara Fiorin | Vitesse individuelle femmes | 11 s 085 (64,953)    | 26e           | Éliminée                        | Éliminée                             | Éliminée                        | Éliminée                        | Éliminée                        | Éliminée                        | Éliminée                        | Éliminée                        | Éliminée                        | 26e                        |
| Miriam Vece | Vitesse individuelle femmes | 10 s 560 (68,182)    | 16e           | Fulton D 11 s 183 (65,856)      | Gaxiola Nicolaes D 11 s 089 (64,953) | Éliminée                        | Éliminée                        | Éliminée                        | Éliminée                        | Éliminée                        | Éliminée                        | Éliminée                        | 18e                        |

| Athlètes                                                              | Compétition | Qualification  | Qualification | Premier tour                     | Premier tour | Finale / Classement             | Finale / Classement                 |
| Athlètes                                                              | Compétition | Temps          | Rang          | Adversaire Résultat              | Rang         | Adversaire Résultat             | Rang                                |
| --------------------------------------------------------------------- | ----------- | -------------- | ------------- | -------------------------------- | ------------ | ------------------------------- | ----------------------------------- |
| Simone Consonni Filippo Ganna Francesco Lamon Jonathan Milan          | Hommes      | 3 min 43 s 690 | 4e            | Australie D 3 min 43 s 205       | 2e           | Danemark V 3 min 44 s 197       | Médaille de bronze, Jeux olympiques |
| Letizia Paternoster Chiara Consonni Martina Fidanza Vittoria Guazzini | Femmes      | 4 min 7 s 579  | 4e            | Nouvelle-Zélande D 4 min 7 s 491 | 4e           | Grande-Bretagne D 4 min 8 s 961 | 4e                                  |

| Athlète     | Compétition | 1er tour | Repêchage | Quarts de finale | Demi-finale | Finale (1-6) ou classement (7-12) |
| Athlète     | Compétition | Rang     | Rang      | Rang             | Rang        | Rang                              |
| ----------- | ----------- | -------- | --------- | ---------------- | ----------- | --------------------------------- |
| Sara Fiorin | Femmes      | 6e       | 5e        | Éliminée         | Éliminée    | Éliminée                          |
| Miriam Vece | Femmes      | 3e       | 3e        | Éliminée         | Éliminée    | Éliminée                          |

| Athlète             | Compétition | Scratch | Scratch | Course tempo | Course tempo | Élimination | Élimination | Course aux points | Course aux points | Total | Rang |
| Athlète             | Compétition | Points  | Rang    | Points       | Rang         | Points      | Rang        | Points            | Rang              | Total | Rang |
| ------------------- | ----------- | ------- | ------- | ------------ | ------------ | ----------- | ----------- | ----------------- | ----------------- | ----- | ---- |
| Elia Viviani        | Hommes      | 18      | 12e     | 22           | 10e          | 32          | 4e          | 23                | 7e                | 97    | 9e   |
| Letizia Paternoster | Femmes      | 22      | 10e     | 12           | 15e          | 30          | 6e          | 0                 | 21e               | 64    | 13e  |

| Athlètes                          | Épreuve | Points | Tours | Rang                               |
| --------------------------------- | ------- | ------ | ----- | ---------------------------------- |
| Simone Consonni Elia Viviani      | Hommes  | 27     | 20    | Médaille d'argent, Jeux olympiques |
| Chiara Consonni Vittoria Guazzini | Femmes  | 17     | 20    | Médaille d'or, Jeux olympiques     |

#### Route
| Athlète         | Compétition      | Temps           | Rang                               |
| --------------- | ---------------- | --------------- | ---------------------------------- |
| Alberto Bettiol | Course en ligne  | 6 h 21 min 54 s | 23e                                |
| Luca Mozzato    | Course en ligne  | 6 h 26 min 57 s | 18e                                |
| Elia Viviani    | Course en ligne  | NPT             | -                                  |
| Filippo Ganna   | Contre-la-montre | 36 min 27 s 08  | Médaille d'argent, Jeux olympiques |
| Alberto Bettiol | Contre-la-montre | 36 min 6 s 77   | 18e                                |

| Athlète              | Compétition      | Temps          | Rang |
| -------------------- | ---------------- | -------------- | ---- |
| Elisa Longo Borghini | Course en ligne  | 4 h 2 min 7 s  | 9e   |
| Elena Cecchini       | Course en ligne  | 4 h 4 min 23 s | 25e  |
| Elisa Balsamo        | Course en ligne  | 4 h 7 min 39 s | 54e  |
| Silvia Persico       | Course en ligne  | 4 h 7 min 39 s | 55e  |
| Elisa Longo Borghini | Contre-la-montre | 41 min 49 s 32 | 8e   |

#### VTT
| Athlète          | Compétition | Temps           | Rang |
| ---------------- | ----------- | --------------- | ---- |
| Luca Braidot     | Hommes      | 1 h 26 min 56 s | 4e   |
| Simone Avondetto | Hommes      | 1 h 30 min 52 s | 19e  |
| Chiara Teocchi   | Femmes      | 1 h 31 min 52 s | 11e  |
| Martina Berta    | Femmes      | 1 h 32 min 50 s | 14e  |

### Équitation
| Athlète          | Cheval         | Compétition | Qualification | Qualification | Qualification | Qualification | Qualification | Finale    | Finale    | Finale    | Finale  | Finale |
| Athlète          | Cheval         | Compétition | Pénalités     | Pénalités     | Pénalités     | Temps         | Rang          | Pénalités | Pénalités | Pénalités | Temps   | Rang   |
| Athlète          | Cheval         | Compétition | Saut          | Temps         | Total         | Temps         | Rang          | Saut      | Temps     | Total     | Temps   | Rang   |
| ---------------- | -------------- | ----------- | ------------- | ------------- | ------------- | ------------- | ------------- | --------- | --------- | --------- | ------- | ------ |
| Emanuele Camilli | Odense Odeveld | Individuel  | 0             | 0             | 0             | 75 s 10       | 8e            | 12        | 0         | 12        | 81 s 08 | 21e    |

| Athlète(s)                                                       | Cheval                       | Compétition | Dressage  | Dressage | Cross-country | Cross-country | Cross-country | Saut d'obstacles | Saut d'obstacles | Saut d'obstacles | Saut d'obstacles | Saut d'obstacles | Saut d'obstacles | Total     | Total   |
| Athlète(s)                                                       | Cheval                       | Compétition | Dressage  | Dressage | Cross-country | Cross-country | Cross-country | Qualification    | Qualification    | Qualification    | Finale           | Finale           | Finale           | Total     | Total   |
| Athlète(s)                                                       | Cheval                       | Compétition | Pénalités | Rang     | Pénalités     | Total         | Rang          | Pénalités        | Total            | Rang             | Pénalités        | Total            | Rang             | Pénalités | Rang    |
| ---------------------------------------------------------------- | ---------------------------- | ----------- | --------- | -------- | ------------- | ------------- | ------------- | ---------------- | ---------------- | ---------------- | ---------------- | ---------------- | ---------------- | --------- | ------- |
| Evelina Bertoli                                                  | Fidjy des Melezes            | Individuel  | 26,60     | 13e      | 6,40          | 33,00         | 19e           | 5,20             | 38,20            | 19e              | 4,40             | 42,60            | 22e              | 42,60     | 22e     |
| Giovanni Ugolotti                                                | Swirly Temptress             | Individuel  | 25,70     | 9e       | 36,40         | 62,10         | 46e           | 22,00            | 84,10            | 46e              | Non qualifié     | Non qualifié     | Non qualifié     | 84,10     | 46e     |
| Emiliano Portale                                                 | Future                       | Individuel  | Éliminé   | Éliminé  | Éliminé       | Éliminé       | Éliminé       | Éliminé          | Éliminé          | Éliminé          | Éliminé          | Éliminé          | Éliminé          | Éliminé   | Éliminé |
| Evelina Bertoli Emiliano Portale Giovanni Ugolotti Pietro Sandei | Voir ci-haut Rubis de Pierre | Équipe      | 152,30    | 16e      | 76,80         | 229,10        | 13e           | 35,60            | 264,70           | 13e              | Non disputé      | Non disputé      | Non disputé      | 264,70    | 13e     |

### Escalade
| Athlète        | Compétition | Qualifications (temps) | Qualifications (temps) | Qualifications (duel)     | Quart de finale        | Demi-finale         | Finale              | Rang | Rang |
| Athlète        | Compétition | Temps                  | Rang                   | Adversaire Résultat       | Adversaire Résultat    | Adversaire Résultat | Adversaire Résultat | Rang | Rang |
| -------------- | ----------- | ---------------------- | ---------------------- | ------------------------- | ---------------------- | ------------------- | ------------------- | ---- | ---- |
| Matteo Zurloni | Hommes      | 4 s 94 PB              | 4e                     | Long V 5 s 06 - 5 s 18    | Wu D 4 s 995 - 4 s 997 | Éliminé             | Éliminé             | 6e   |      |
| Beatrice Colli | Femmes      | 8 s 18                 | 11e                    | Zhou D 6 s 84 PB - 6 s 55 | Éliminée               | Éliminée            | Éliminée            | 9e   |      |

| Athlète        | Compétition | Demi-finale | Demi-finale | Demi-finale | Demi-finale | Finale   | Finale     | Finale   | Finale   |
| Athlète        | Compétition | Bloc        | Difficulté  | Total       | Rang        | Bloc     | Difficulté | Total    | Rang     |
| -------------- | ----------- | ----------- | ----------- | ----------- | ----------- | -------- | ---------- | -------- | -------- |
| Camilla Moroni | Femmes      | 64,0        | 36,1        | 100,1       | 12e         | Éliminée | Éliminée   | Éliminée | Éliminée |
| Laura Rogora   | Femmes      | 13,2        | 57,1        | 70,3        | 18e         | Éliminée | Éliminée   | Éliminée | Éliminée |

### Escrime
| Athlète(s)                                                          | Compétition        | 32e de finale       | 16e de finale       | 8e de finale        | Quarts de finale    | Demi-finale         | Finale              | Rang                                |
| Athlète(s)                                                          | Compétition        | Adversaire Résultat | Adversaire Résultat | Adversaire Résultat | Adversaire Résultat | Adversaire Résultat | Adversaire Résultat | Rang                                |
| ------------------------------------------------------------------- | ------------------ | ------------------- | ------------------- | ------------------- | ------------------- | ------------------- | ------------------- | ----------------------------------- |
| Davide Di Veroli (6)                                                | Épée individuelle  | Exempté             | Rubeš V 14-10       | Yamada D 11-15      | Éliminé             | Éliminé             | Éliminé             | 11e                                 |
| Federico Vismara (9)                                                | Épée individuelle  | Exempté             | Tulen V 15-11       | Alimzhanov V 14-13  | Andrásfi D 13-15    | Éliminé             | Éliminé             | 5e                                  |
| Andrea Santarelli (26)                                              | Épée individuelle  | Exempté             | Freilich V 15-13    | El-Sayed D 10-15    | Éliminé             | Éliminé             | Éliminé             | 15e                                 |
| Davide Di Veroli Andrea Santarelli Federico Vismara Gabriele Cimini | Épée par équipe    | Non disputé         | Non disputé         | Non disputé         | Tchéquie D 38-43    | Venezuela V 45-34   | Kazakhstan V 45-36  | 5e                                  |
| Tommaso Marini (1)                                                  | Fleuret individuel | Exempté             | Broszus V 15-9      | Pauty D 14-15       | Éliminé             | Éliminé             | Éliminé             | 9e                                  |
| Guillaume Bianchi (10)                                              | Fleuret individuel | Exempté             | van Haaster V 15-4  | Choupenitch V 15-5  | Itkin D 14-15       | Éliminé             | Éliminé             | 7e                                  |
| Filippo Macchi (11)                                                 | Fleuret individuel | Exempté             | Xu V 15-10          | Matsuyama V 15-11   | Hamza V 15-9        | Itkin V 15-11       | Cheung D 14-15      | Médaille d'argent, Jeux olympiques  |
| Guillaume Bianchi Filippo Macchi Tommaso Marini Alessio Foconi      | Fleuret par équipe | Non disputé         | Non disputé         | Non disputé         | Pologne V 45-39     | États-Unis V 45-39  | Japon D 36-45       | Médaille d'argent, Jeux olympiques  |
| Luigi Samele (7)                                                    | Sabre individuel   | Exempté             | Gordon V 15-10      | Curatoli V 15-12    | Amer V 15-13        | Oh D 5-15           | El-Sissy V 15-10    | Médaille de bronze, Jeux olympiques |
| Luca Curatoli (10)                                                  | Sabre individuel   | Exempté             | Yıldırım V 15-10    | Samele D 12-15      | Éliminé             | Éliminé             | Éliminé             | 11e                                 |
| Michele Gallo (12)                                                  | Sabre individuel   | Exempté             | Shen D 6-15         | Éliminé             | Éliminé             | Éliminé             | Éliminé             | 20e                                 |
| Luca Curatoli Michele Gallo Luigi Samele Pietro Torre               | Sabre par équipe   | Non disputé         | Non disputé         | Non disputé         | Hongrie D 38-45     | États-Unis V 45-40  | Égypte V 45-40      | 5e                                  |

| Athlète(s)                                                     | Compétition        | 32e de finale       | 16e de finale        | 8e de finale        | Quarts de finale    | Demi-finale         | Finale              | Rang                               |
| Athlète(s)                                                     | Compétition        | Adversaire Résultat | Adversaire Résultat  | Adversaire Résultat | Adversaire Résultat | Adversaire Résultat | Adversaire Résultat | Rang                               |
| -------------------------------------------------------------- | ------------------ | ------------------- | -------------------- | ------------------- | ------------------- | ------------------- | ------------------- | ---------------------------------- |
| Alberta Santuccio (4)                                          | Épée individuelle  | Exemptée            | Abdul Rahman V 15-10 | Vitalis V 15-12     | Differt D 9-10      | Éliminée            | Éliminée            | 18e                                |
| Giulia Rizzi (5)                                               | Épée individuelle  | Exemptée            | Klasik D 11-12       | Éliminée            | Éliminée            | Éliminée            | Éliminée            | 18e                                |
| Rossella Fiamingo (11)                                         | Épée individuelle  | Exemptée            | Cebula D 14-15       | Éliminée            | Éliminée            | Éliminée            | Éliminée            | 21e                                |
| Rossella Fiamingo Giulia Rizzi Alberta Santuccio Mara Navarria | Épée par équipe    | Non disputé         | Non disputé          | Non disputé         | Égypte V 39-26      | Chine V 45-24       | France V 30-29      | Médaille d'or, Jeux olympiques     |
| Arianna Errigo (1)                                             | Fleuret individuel | Exemptée            | Catantan V 15-12     | Lacheray V 15-6     | Scruggs D 14-15     | Éliminée            | Éliminée            | 5e                                 |
| Alice Volpi (3)                                                | Fleuret individuel | Exemptée            | Łyczbińska V 15-11   | Călugăreanu V 15-9  | Sauer V 15-12       | Kiefer D 10-15      | Harvey D 12-15      | 4e                                 |
| Martina Favaretto (4)                                          | Fleuret individuel | Exemptée            | Amr Hossny V 15-5    | Ranvier V 15-9      | Harvey D 14-15      | Éliminée            | Éliminée            | 6e                                 |
| Arianna Errigo Martina Favaretto Alice Volpi Francesca Palumbo | Fleuret par équipe | Non disputé         | Non disputé          | Non disputé         | Égypte V 45-14      | Japon V 45-39       | États-Unis D 39-45  | Médaille d'argent, Jeux olympiques |
| Martina Criscio (9)                                            | Sabre individuel   | Exemptée            | Szűcs D 10-15        | Éliminée            | Éliminée            | Éliminée            | Éliminée            | 19e                                |
| Michela Battiston (20)                                         | Sabre individuel   | Exemptée            | Pusztai D 12-15      | Éliminée            | Éliminée            | Éliminée            | Éliminée            | 23e                                |
| Chiara Mormile (22)                                            | Sabre individuel   | Exemptée            | Berder D 10-15       | Éliminée            | Éliminée            | Éliminée            | Éliminée            | 24e                                |
| Michela Battiston Martina Criscio Chiara Mormile Irene Vecchi  | Sabre par équipe   | Non disputé         | Non disputé          | Non disputé         | Ukraine D 37-45     | Hognrie D 35-45     | Algérie V 45-27     | 7e                                 |

### Golf
| Athlète           | Épreuve | 1er tour | 2e tour | 3e tour | 4e tour | Total | Total | Total |
| Athlète           | Épreuve | Points   | Points  | Points  | Points  | Total | Par   | Rang  |
| ----------------- | ------- | -------- | ------- | ------- | ------- | ----- | ----- | ----- |
| Guido Migliozzi   | Hommes  | 69       | 69      | 69      | 69      | 276   | -8    | T18   |
| Matteo Manassero  | Hommes  | 68       | 67      | 74      | 68      | 277   | -7    | T22   |
| Alessandra Fanali | Femmes  | 75       | 76      | 77      | 76      | 304   | +16   | 53e   |

### Gymnastique

#### Gymnastique artistique
| Athlète          | Qualifications | Qualifications | Qualifications | Qualifications | Qualifications    | Qualifications | Qualifications | Qualifications | Finale | Finale         | Finale  | Finale | Finale            | Finale     | Finale  | Finale |
| Athlète          | Agrès          | Agrès          | Agrès          | Agrès          | Agrès             | Agrès          | Total          | Rang           | Agrès  | Agrès          | Agrès   | Agrès  | Agrès             | Agrès      | Total   | Rang   |
| Athlète          | Sol            | Cheval d'arçon | Anneaux        | Saut           | Barres parallèles | Barre fixe     | Total          | Rang           | Sol    | Cheval d'arçon | Anneaux | Saut   | Barres parallèles | Barre fixe | Total   | Rang   |
| ---------------- | -------------- | -------------- | -------------- | -------------- | ----------------- | -------------- | -------------- | -------------- | ------ | -------------- | ------- | ------ | ----------------- | ---------- | ------- | ------ |
| Yumin Abbadini   | 13,933         | 14,200         | 13,933         | 14,000         | 14,200            | 14,200         | 83,933         | 8e             | 14,066 | 14,200         | 13,633  | -      | -                 | 14,033     | -       | -      |
| Lorenzo Casali   | 14,00          | 11,700         | 13,600         | 14,433         | 14,000            | 13,433         | 81,166         | 25e            | 13,700 | -              | 13,633  | 14,466 | 14,066            | -          | -       | -      |
| Mario Macchiati  | 13,566         | 13,833         | 13,400         | 14,500         | 13,766            | 13,166         | 82,231         | 16e            | -      | 13,566         | 13,566  | 14,300 | 14,333            | 12,833     | -       | -      |
| Carlo Macchini   | -              | 12,766         | -              | -              | -                 | 12,766         | -              | -              | -      | 12,766         | -       | -      | -                 | 12,766     | -       | -      |
| Nicola Bartolini | 14,000         | -              | -              | 14,600         | 14,100            | -              | -              | -              | 14,133 | -              | -       | 14,500 | 13,700            | -          | -       | -      |
| Total            | 41,933         | 40,799         | 40,400         | 43,533         | 42,300            | 40,799         | 249,764        | 6e             | 41,899 | 40,352         | 40,832  | 43,266 | 42,099            | 39,632     | 248,260 | 6e     |

| Athlète         | Compétition      | Qualifications                          | Qualifications                          | Qualifications                          | Qualifications                          | Qualifications                          | Qualifications                          | Qualifications                          | Qualifications                          | Finale | Finale         | Finale  | Finale | Finale            | Finale     | Finale | Finale |
| Athlète         | Compétition      | Agrès                                   | Agrès                                   | Agrès                                   | Agrès                                   | Agrès                                   | Agrès                                   | Total                                   | Rang                                    | Agrès  | Agrès          | Agrès   | Agrès  | Agrès             | Agrès      | Total  | Rang   |
| Athlète         | Compétition      | Sol                                     | Cheval d'arçon                          | Anneaux                                 | Saut                                    | Barres parallèles                       | Barre fixe                              | Total                                   | Rang                                    | Sol    | Cheval d'arçon | Anneaux | Saut   | Barres parallèles | Barre fixe | Total  | Rang   |
| --------------- | ---------------- | --------------------------------------- | --------------------------------------- | --------------------------------------- | --------------------------------------- | --------------------------------------- | --------------------------------------- | --------------------------------------- | --------------------------------------- | ------ | -------------- | ------- | ------ | ----------------- | ---------- | ------ | ------ |
| Yumin Abbadini  | Concours général | Voir les résultats par équipe ci-dessus | Voir les résultats par équipe ci-dessus | Voir les résultats par équipe ci-dessus | Voir les résultats par équipe ci-dessus | Voir les résultats par équipe ci-dessus | Voir les résultats par équipe ci-dessus | Voir les résultats par équipe ci-dessus | Voir les résultats par équipe ci-dessus | 13,900 | 14,166         | 13,333  | 14,033 | 13,966            | 13,800     | 83,198 | 11e    |
| Mario Macchiati | Concours général | Voir les résultats par équipe ci-dessus | Voir les résultats par équipe ci-dessus | Voir les résultats par équipe ci-dessus | Voir les résultats par équipe ci-dessus | Voir les résultats par équipe ci-dessus | Voir les résultats par équipe ci-dessus | Voir les résultats par équipe ci-dessus | Voir les résultats par équipe ci-dessus | 13,666 | 13,966         | 13,300  | 14,166 | 13,233            | 13,166     | 81,497 | 19e    |

| Athlète         | Qualifications | Qualifications      | Qualifications | Qualifications | Qualifications | Qualifications | Finale | Finale              | Finale | Finale | Finale  | Finale                             |
| Athlète         | Agrès          | Agrès               | Agrès          | Agrès          | Total          | Rang           | Agrès  | Agrès               | Agrès  | Agrès  | Total   | Rang                               |
| Athlète         | Saut           | Barres asymétriques | Poutre         | Sol            | Total          | Rang           | Saut   | Barres asymétriques | Poutre | Sol    | Total   | Rang                               |
| --------------- | -------------- | ------------------- | -------------- | -------------- | -------------- | -------------- | ------ | ------------------- | ------ | ------ | ------- | ---------------------------------- |
| Alice D'Amato   | 13,200         | 14,666              | 13,866         | 13,700         | 55,432         | 7e             | 13,933 | 14,633              | 13,933 | 13,466 | -       | -                                  |
| Manila Esposito | 14,133         | 14,166              | 13,966         | 13,633         | 55,898         | 6e             | 14,166 | -                   | 13,966 | 12,666 | -       | -                                  |
| Giorgia Villa   | -              | 13,166              | -              | -              | -              | -              | -      | 13,766              | -      | -      | -       | -                                  |
| Angela Andreoli | 13,733         | -                   | 13,366         | 13,500         | -              | -              | 13,566 | -                   | 13,300 | 12,833 | -       | -                                  |
| Elisa Iorio     | 13,766         | 14,366              | 12,966         | 12,800         | 53,898         | 13e            | -      | 14,266              | -      | -      | -       | -                                  |
| Total           | 41,632         | 43,198              | 41,198         | 40,833         | 166,861        | 2e             | 41,665 | 42,665              | 41,199 | 36,965 | 165,494 | Médaille d'argent, Jeux olympiques |

| Athlète         | Compétition         | Qualifications                          | Qualifications                          | Qualifications                          | Qualifications                          | Qualifications                          | Qualifications                          | Finale | Finale              | Finale | Finale | Finale | Finale                              |
| Athlète         | Compétition         | Agrès                                   | Agrès                                   | Agrès                                   | Agrès                                   | Total                                   | Rang                                    | Agrès  | Agrès               | Agrès  | Agrès  | Total  | Rang                                |
| Athlète         | Compétition         | Saut                                    | Barres asymétriques                     | Poutre                                  | Sol                                     | Total                                   | Rang                                    | Saut   | Barres asymétriques | Poutre | Sol    | Total  | Rang                                |
| --------------- | ------------------- | --------------------------------------- | --------------------------------------- | --------------------------------------- | --------------------------------------- | --------------------------------------- | --------------------------------------- | ------ | ------------------- | ------ | ------ | ------ | ----------------------------------- |
| Alice D'Amato   | Concours général    | Voir les résultats par équipe ci-dessus | Voir les résultats par équipe ci-dessus | Voir les résultats par équipe ci-dessus | Voir les résultats par équipe ci-dessus | Voir les résultats par équipe ci-dessus | Voir les résultats par équipe ci-dessus | 14,000 | 14,800              | 14,033 | 13,500 | 56,465 | 4e                                  |
| Manila Esposito | Concours général    | Voir les résultats par équipe ci-dessus | Voir les résultats par équipe ci-dessus | Voir les résultats par équipe ci-dessus | Voir les résultats par équipe ci-dessus | Voir les résultats par équipe ci-dessus | Voir les résultats par équipe ci-dessus | 13,866 | 12,800              | 14,200 | 12,733 | 53,599 | 14e                                 |
| Alice D'Amato   | Barres asymétriques | -                                       | 14,666                                  | -                                       | -                                       | -                                       | 7e                                      | -      | 14,733              | -      | -      | -      | 5e                                  |
| Alice D'Amato   | Poutre              | -                                       | -                                       | 13,866                                  | -                                       | -                                       | 7e                                      | -      | -                   | 14,366 | -      | -      | Médaille d'or, Jeux olympiques      |
| Manila Esposito | Poutre              | -                                       | -                                       | 13,966                                  | -                                       | -                                       | 6e                                      | -      | -                   | 14,000 | -      | -      | Médaille de bronze, Jeux olympiques |
| Alice D'Amato   | Sol                 | -                                       | -                                       | -                                       | 13,700                                  | -                                       | 7e                                      | -      | -                   | -      | 13,600 | -      | 6e                                  |
| Manila Esposito | Sol                 | -                                       | -                                       | 13,633                                  | -                                       | -                                       | 6e                                      | -      | -                   | 12,133 | -      | -      | 9e                                  |

#### Gymnastique rythmique
| Athlète            | Qualification | Qualification | Qualification | Qualification | Qualification | Qualification | Finale | Finale | Finale | Finale | Finale  | Finale                              |
| Athlète            |               |               |               |               | Total         | Rang          |        |        |        |        | Total   | Rang                                |
| ------------------ | ------------- | ------------- | ------------- | ------------- | ------------- | ------------- | ------ | ------ | ------ | ------ | ------- | ----------------------------------- |
| Milena Baldassarri | 33,300        | 32,750        | 30,900        | 32,300        | 129,250       | 9e            | 32,600 | 33,150 | 32,500 | 31,450 | 129,700 | 8e                                  |
| Sofia Raffaeli     | 35,700        | 34,450        | 35,00         | 35,000        | 139,100       | 1er           | 35,250 | 32,900 | 35,900 | 32,250 | 136,300 | Médaille de bronze, Jeux olympiques |

| Athlètes                                                                        | Qualification | Qualification | Qualification | Qualification | Finale | Finale | Finale | Finale                              |
| Athlètes                                                                        | 5             | 3 + 2         | Total         | Rang          | 5      | 3 + 2  | Total  | Rang                                |
| ------------------------------------------------------------------------------- | ------------- | ------------- | ------------- | ------------- | ------ | ------ | ------ | ----------------------------------- |
| Alessia Maurelli Martina Centofanti Agnese Duranti Daniela Mogurean Laura Paris | 38,200        | 31,150        | 63,350        | 2e            | 36,100 | 32,000 | 68,100 | Médaille de bronze, Jeux olympiques |

### Haltérophilie
| Athlète            | Compétition    | Arraché  | Arraché | Épaulé-jeté | Épaulé-jeté | Total  | Rang                                |
| Athlète            | Compétition    | Résultat | Rang    | Résultat    | Rang        | Total  | Rang                                |
| ------------------ | -------------- | -------- | ------- | ----------- | ----------- | ------ | ----------------------------------- |
| Sergio Massidda    | Moins de 61 kg | 132 kg   | NPT     | NPT         | NPT         | NPT    | -                                   |
| Antonino Pizzolato | Moins de 89 kg | 172 kg   | 4e      | 212 kg      | 2e          | 384 kg | Médaille de bronze, Jeux olympiques |

| Athlète            | Compétition    | Arraché  | Arraché | Épaulé-jeté | Épaulé-jeté | Total  | Rang |
| Athlète            | Compétition    | Résultat | Rang    | Résultat    | Rang        | Total  | Rang |
| ------------------ | -------------- | -------- | ------- | ----------- | ----------- | ------ | ---- |
| Lucrezia Magistris | Moins de 59 kg | 95 kg    | 10e     | 112 kg      | 11e         | 208 kg | 11e  |

### Judo
| Athlète           | Catégorie       | 16e de finale            | 8e de finale          | Quart de finale            | Demi-finale         | Repêchage            | Finale / CB            | Rang |
| Athlète           | Catégorie       | Adversaire Résultat      | Adversaire Résultat   | Adversaire Résultat        | Adversaire Résultat | Adversaire Résultat  | Adversaire Résultat    | Rang |
| ----------------- | --------------- | ------------------------ | --------------------- | -------------------------- | ------------------- | -------------------- | ---------------------- | ---- |
| Andrea Carlino    | Moins de 60 kg  | Katz V 01 - 00           | Yang D 01 - 10        | Éliminé                    | Éliminé             | Éliminé              | Éliminé                | 9e   |
| Matteo Piras      | Moins de 66 kg  | Postigos V 10 - 00       | Bunčić D 00 - 01      | Éliminé                    | Éliminé             | Éliminé              | Éliminé                | 9e   |
| Manuel Lombardo   | Moins de 73 kg  | Adam Stodolski V 10 - 00 | Terada V 01 - 00      | Gjakova D 00 - 10          | Non disputé         | Margelidon V 10 - 00 | Osmanov D 00 - 10      | 5e   |
| Antonio Esposito  | Moins de 81 kg  | Houinato V 10 - 00       | Schimidt V 01 - 00    | Gauthier-Drapeau V 10 - 00 | Nagase D 00 - 10    | Non disputé          | Makhmadbekov D 00 - 10 | 5e   |
| Christian Parlati | Moins de 90 kg  | Jayne D 00 - 10          | Éliminé               | Éliminé                    | Éliminé             | Éliminé              | Éliminé                | 17e  |
| Gennaro Pirelli   | Moins de 100 kg | Kumrić V 10 - 00         | Sulamanidze D 00 - 10 | Éliminé                    | Éliminé             | Éliminé              | Éliminé                | 9e   |

| Athlète          | Catégorie      | 16e de finale       | 8e de finale        | Quart de finale      | Demi-finale         | Repêchage           | Finale / CB         | Rang                           |
| Athlète          | Catégorie      | Adversaire Résultat | Adversaire Résultat | Adversaire Résultat  | Adversaire Résultat | Adversaire Résultat | Adversaire Résultat | Rang                           |
| ---------------- | -------------- | ------------------- | ------------------- | -------------------- | ------------------- | ------------------- | ------------------- | ------------------------------ |
| Assunta Scutto   | Moins de 48 kg | Exemptée            | Laborde V 10 - 00   | Babulfath D 00 - 10  | Non disputé         | Boukli D 00 - 01    | Éliminée            | 7e                             |
| Odette Giuffrida | Moins de 52 kg | Exemptée            | Delgado V 01 - 00   | Pupp V 01 - 00       | Krasniqi D 00 - 10  | Non disputé         | Pimenta D 00 - 10   | 5e                             |
| Veronica Toniolo | Moins de 57 kg | Funakubo D 00 - 01  | Éliminée            | Éliminée             | Éliminée            | Éliminée            | Éliminée            | 17e                            |
| Savita Russo     | Moins de 63 kg | Szymańska D 00 - 01 | Éliminée            | Éliminée             | Éliminée            | Éliminée            | Éliminée            | 17e                            |
| Kim Polling      | Moins de 70 kg | Pina V 01 - 00      | Matić D 00 - 10     | Éliminée             | Éliminée            | Éliminée            | Éliminée            | 9e                             |
| Alice Bellandi   | Moins de 78 kg | Exemptée            | Aguiar V 01 - 00    | Lytvynenko V 10 - 00 | Sampaio V 01 - 00   | Non disputé         | Lanir V 11 - 00     | Médaille d'or, Jeux olympiques |
| Asya Tavano      | Moins de 70 kg | Žabić D 00 - 10     | Éliminée            | Éliminée             | Éliminée            | Éliminée            | Éliminée            | 17e                            |

| Athlètes | Compétition | 16e de finale       | 8e de finale        | Quart de finale     | Demi-finale         | Repêchage           | Finale / CB         | Rang |
| Athlètes | Compétition | Adversaire Résultat | Adversaire Résultat | Adversaire Résultat | Adversaire Résultat | Adversaire Résultat | Adversaire Résultat | Rang |
| --- | ----------- | ------------------- | ------------------- | ------------------- | ------------------- | ------------------- | ------------------- | ---- |
| Gennaro Pirelli Manuel Lombardo Christian Parlati Odette Giuffrida Veronica Toniolo Savita Russo Kim Polling Alice Bellandi Asya Tavano | Équipe      | Hongrie V 4 - 1     | Géorgie V 4 - 3     | Ouzbékistan V 4 - 2 | France D 1 - 4      | Non disputé         | Brésil D 3 - 4      | 5e   |

### Lutte
| Athlète       | Catégorie      | 8e de finale        | Quart de finale     | Demi-finale         | Repêchage           | Finale / CB         | Rang |
| Athlète       | Catégorie      | Adversaire Résultat | Adversaire Résultat | Adversaire Résultat | Adversaire Résultat | Adversaire Résultat | Rang |
| ------------- | -------------- | ------------------- | ------------------- | ------------------- | ------------------- | ------------------- | ---- |
| Frank Chamizo | Moins de 74 kg | Emami D 4 - 9       | Éliminé             | Éliminé             | Éliminé             | Éliminé             | 11e  |

| Athlète         | Catégorie      | 8e de finale              | Quart de finale     | Demi-finale         | Repêchage           | Finale / CB         | Rang |
| Athlète         | Catégorie      | Adversaire Résultat       | Adversaire Résultat | Adversaire Résultat | Adversaire Résultat | Adversaire Résultat | Rang |
| --------------- | -------------- | ------------------------- | ------------------- | ------------------- | ------------------- | ------------------- | ---- |
| Emanuela Liuzzi | Moins de 50 kg | Otgonjargal D par forfait | Éliminé             | Éliminé             | Éliminé             | Éliminé             | DFO  |
| Aurora Russo    | Moins de 57 kg | Valverde D 0 - 6          | Éliminé             | Éliminé             | Éliminé             | Éliminé             | 15e  |

### Natation
| Athlète(s)                                                                                       | Épreuve              | Séries         | Séries      | Demi-finale   | Demi-finale | Finale            | Finale                              |
| Athlète(s)                                                                                       | Épreuve              | Temps          | Rang        | Temps         | Rang        | Temps             | Rang                                |
| ------------------------------------------------------------------------------------------------ | -------------------- | -------------- | ----------- | ------------- | ----------- | ----------------- | ----------------------------------- |
| Leonardo Deplano                                                                                 | 50 m nage libre      | 21 s 79        | 6e          | 21 s 50       | 3e          | 21 s 62           | 7e                                  |
| Lorenzo Zazzeri                                                                                  | 50 m nage libre      | 21 s 64        | 4e          | 21 s 83       | 12e         | Éliminé           | Éliminé                             |
| Leonardo Deplano                                                                                 | 100 m nage libre     | 48 s 42        | 23e         | Éliminé       | Éliminé     | Éliminé           | Éliminé                             |
| Alessandro Miressi                                                                               | 100 m nage libre     | 48 s 24        | 7e          | 47 s 95       | 9e          | Éliminé           | Éliminé                             |
| Alessandro Ragaini                                                                               | 200 m nage libre     | 1 min 47 s 31  | 15e         | 1 min 47 s 08 | 14e         | Éliminé           | Éliminé                             |
| Filippo Megli                                                                                    | 200 m nage libre     | 1 min 47 s 39  | 16e         | 1 min 46 s 87 | 13e         | Éliminé           | Éliminé                             |
| Marco De Tullio                                                                                  | 400 m nage libre     | 3 min 47 s 90  | 17e         | Non disputé   | Non disputé | Éliminé           | Éliminé                             |
| Matteo Lamberti                                                                                  | 400 m nage libre     | 3 min 48 s 38  | 20e         | Non disputé   | Non disputé | Éliminé           | Éliminé                             |
| Luca De Tullio                                                                                   | 800 m nage libre     | 7 min 44 s 07  | 7e          | Non disputé   | Non disputé | 7 min 46 s 16     | 7e                                  |
| Gregorio Paltrinieri                                                                             | 800 m nage libre     | 7 min 42 s 48  | 3e          | Non disputé   | Non disputé | 7 min 39 s 38     | Médaille de bronze, Jeux olympiques |
| Gregorio Paltrinieri                                                                             | 1 500 m nage libre   | 14 min 42 s 56 | 2e          | Non disputé   | Non disputé | 12 min 34 s 55    | Médaille d'argent, Jeux olympiques  |
| Luca De Tullio                                                                                   | 1 500 m nage libre   | 14 min 55 s 61 | 12e         | Non disputé   | Non disputé | Éliminé           | Éliminé                             |
| Thomas Ceccon                                                                                    | 100 m dos            | 53 s 45        | 12e         | 52 s 58       | 2e          | 52 s 00           | Médaille d'or, Jeux olympiques      |
| Michele Lamberti                                                                                 | 100 m dos            | 54 s 22        | 23e         | Éliminé       | Éliminé     | Éliminé           | Éliminé                             |
| Thomas Ceccon                                                                                    | 200 m dos            | 1 min 57 s 69  | 14e         | 1 min 56 s 59 | 9e          | Éliminé           | Éliminé                             |
| Matteo Restivo                                                                                   | 200 m dos            | 1 min 59 s 05  | 24e         | Éliminé       | Éliminé     | Éliminé           | Éliminé                             |
| Nicolò Martinenghi                                                                               | 100 m brasse         | 59 s 39        | 4e          | 59 s 28       | 6e          | 59 s 03           | Médaille d'or, Jeux olympiques      |
| Ludovico Viberti                                                                                 | 100 m brasse         | 59 s 93        | 15e         | 59 s 38       | 9e          | Éliminé           | Éliminé                             |
| Giacomo Carini                                                                                   | 200 m papillon       | 1 min 55 s 81  | 12e         | 1 min 55 s 20 | 12e         | Éliminé           | Éliminé                             |
| Alberto Razzetti                                                                                 | 200 m papillon       | 1 min 54 s 78  | 4e          | 1 min 54 s 51 | 7e          | 1 min 54 s 85     | 8e                                  |
| Alberto Razzetti                                                                                 | 200 m 4 nages        | 1 min 58 s 00  | 4e          | 1 min 57 s 10 | 7e          | 1 min 56 s 82     | 6e                                  |
| Alberto Razzetti                                                                                 | 400 m 4 nages        | 4 min 11 s 52  | 6e          | Non disputé   | Non disputé | 4 min 9 s 38      | 5e                                  |
| Alessandro Miressi Thomas Ceccon Leonardo Deplano Lorenzo Zazzeri Paolo Conte Bonin Manuel Frigo | 4 × 100 m nage libre | 3 min 12 s 94  | 6e          | Non disputé   | Non disputé | 3 min 10 s 70     | Médaille de bronze, Jeux olympiques |
| Giovanni Caserta Carlos D'Ambrosio Alessandro Ragaini Filippo Megli                              | 4 × 200 m nage libre | 7 min 8 s 63   | 9e          | Non disputé   | Non disputé | Éliminés          | Éliminés                            |
| Thomas Ceccon Nicolò Martinenghi Giacomo Carini Alessandro Miressi                               | 4 × 100 m 4 nages    | 3 min 32 s 71  | 9e          | Non disputé   | Non disputé | Éliminés          | Éliminés                            |
| Domenico Acerenza                                                                                | 10 km en eau libre   | Non disputé    | Non disputé | Non disputé   | Non disputé | 1 h 51 min 9 s 6  | 4e                                  |
| Gregorio Paltrinieri                                                                             | 10 km en eau libre   | Non disputé    | Non disputé | Non disputé   | Non disputé | 1 h 51 min 58 s 0 | 9e                                  |

| Athlète(s)                                                              | Épreuve              | Séries         | Séries      | Demi-finale   | Demi-finale | Finale           | Finale                              |
| Athlète(s)                                                              | Épreuve              | Temps          | Rang        | Temps         | Rang        | Temps            | Rang                                |
| ----------------------------------------------------------------------- | -------------------- | -------------- | ----------- | ------------- | ----------- | ---------------- | ----------------------------------- |
| Sara Curtis                                                             | 50 m nage libre      | 24 s 67        | 13e         | 24 s 77       | 14e         | Éliminée         | Éliminée                            |
| Simona Quadarella                                                       | 800 m nage libre     | 8 min 20 s 89  | 6e          | Non disputé   | Non disputé | 8 min 14 s 55 RN | 4e                                  |
| Simona Quadarella                                                       | 1 500 m nage libre   | 15 min 51 s 19 | 2e          | Non disputé   | Non disputé | 15 min 44 s 05   | 4e                                  |
| Ginevra Taddeucci                                                       | 1 500 m nage libre   | 16 min 12 s 45 | 11e         | Non disputé   | Non disputé | Éliminée         | Éliminée                            |
| Margherita Panziera                                                     | 200 m dos            | 2 min 11 s 60  | 20e         | Éliminée      | Éliminée    | Éliminée         | Éliminée                            |
| Lisa Angiolini                                                          | 100 m brasse         | 1 min 6 s 37   | 10e         | 1 min 6 s 39  | 9e          | Éliminée         | Éliminée                            |
| Benedetta Pilato                                                        | 100 m brasse         | 1 min 6 s 19   | 6e          | 1 min 6 s 12  | 7e          | 1 min 5 s 60     | 4e                                  |
| Francesca Fangio                                                        | 200 m brasse         | 2 min 25 s 85  | 15e         | 2 min 25 s 39 | 14e         | Éliminée         | Éliminée                            |
| Costanza Cocconcelli                                                    | 100 m papillon       | 58 s 66        | 21e         | Éliminée      | Éliminée    | Éliminée         | Éliminée                            |
| Viola Scotto Di Carlo                                                   | 100 m papillon       | DSQ            | DSQ         | Éliminée      | Éliminée    | Éliminée         | Éliminée                            |
| Sara Franceschi                                                         | 200 m 4 nages        | 2 min 12 s 88  | 18e         | Éliminée      | Éliminée    | Éliminée         | Éliminée                            |
| Sara Franceschi                                                         | 400 m 4 nages        | 4 min 48 s 89  | 15e         | Non disputé   | Non disputé | Éliminée         | Éliminée                            |
| Sara Curtis Emma Virginia Menicucci Sofia Morini Chiara Tarantino       | 4 × 100 m nage libre | 3 min 36 s 28  | 8e          | Non disputé   | Non disputé | 3 min 36 s 51    | 8e                                  |
| Sofia Morini Giulia D'Innocenzo Matilde Biagiotti Giulia Ramatelli      | 4 × 200 m nage libre | 7 min 55 s 29  | 9e          | Non disputé   | Non disputé | Éliminées        | Éliminées                           |
| Margherita Panziera Benedetta Pilato Viola Scotto di Carlo Sofia Morini | 4 × 100 m 4 nages    | DSQ            | DSQ         | Non disputé   | Non disputé | Éliminées        | Éliminées                           |
| Giulia Gabbrielleschi                                                   | 10 km en eau libre   | Non disputé    | Non disputé | Non disputé   | Non disputé | 2 h 4 min 17 s 9 | 6e                                  |
| Ginevra Taddeucci                                                       | 10 km en eau libre   | Non disputé    | Non disputé | Non disputé   | Non disputé | 2 h 3 min 42 s 8 | Médaille de bronze, Jeux olympiques |

| Athlètes                                                              | Épreuve           | Série         | Série | Finale   | Finale   |
| Athlètes                                                              | Épreuve           | Temps         | Rang  | Temps    | Rang     |
| --------------------------------------------------------------------- | ----------------- | ------------- | ----- | -------- | -------- |
| Michele Lamberti Nicolò Martinenghi Costanza Cocconcelli Sofia Morini | 4 × 100 m 4 nages | 3 min 45 s 80 | 11e   | Éliminés | Éliminés |

### Natation artistique
| Athlètes | Compétition | Programmes | Programmes | Programmes  | Total    | Rang |
| Athlètes | Compétition | Technique  | Libre      | Acrobatique | Total    | Rang |
| --- | ----------- | ---------- | ---------- | ----------- | -------- | ---- |
| Linda Cerruti Lucrezia Ruggiero                                                                                                  | Duo         | DNS        | DNS        | Non disputé | DNS      | DNS  |
| Linda Cerruti Marta Iacoacci Sofia Mastroianni Enrica Piccoli Lucrezia Ruggiero Isotta Sportelli Giulia Vernice Francesca Zunino | Ballet      | 277,8304   | 326,1500   | 241,9866    | 845,9670 | 8e   |

### Pentathlon moderne
| Athlète          | Compétition | Compétition | Tour de classement | Tour de classement | Tour de classement | Équitation (saut d'obstacles) | Équitation (saut d'obstacles) | Équitation (saut d'obstacles) | Escrime (épée) | Escrime (épée) | Escrime (épée) | Natation (200 m nage libre) | Natation (200 m nage libre) | Natation (200 m nage libre) | Laser-Run (course + tir) | Laser-Run (course + tir) | Laser-Run (course + tir) | Total | Rang                                |
| Athlète          | Compétition | Compétition | Vict.              | Déf.               | Rang               | Temps                         | Points                        | Rang                          | BR             | Points         | Rang           | Temps                       | Points                      | Rang                        | Temps                    | Points                   | Rang                     | Total | Rang                                |
| ---------------- | ----------- | ----------- | ------------------ | ------------------ | ------------------ | ----------------------------- | ----------------------------- | ----------------------------- | -------------- | -------------- | -------------- | --------------------------- | --------------------------- | --------------------------- | ------------------------ | ------------------------ | ------------------------ | ----- | ----------------------------------- |
| Giorgio Malan    | Hommes      | Demi-finale | 18                 | 17                 | 18e                | 60 s 45                       | 293                           | 6e                            | 4              | 219            | 10e            | 1 min 59 s 82               | 311                         | 3e                          | 10 min 12 s 46           | 688                      | 5e                       | 1511  | 3e                                  |
| Giorgio Malan    | Hommes      | Finale      | -                  | -                  | -                  | 61 s 97                       | 300                           | 1er                           | 0              | 215            | 14e            | 1 min 59 s 23               | 312                         | 5e                          | 9 min 51 s 70            | 709                      | 5e                       | 1536  | Médaille de bronze, Jeux olympiques |
| Matteo Cicinelli | Hommes      | Demi-finale | 19                 | 16                 | 15e                | 56 s 99                       | 293                           | 11e                           | 0              | 220            | 8e             | 1 min 59 s 90               | 311                         | 5e                          | 10 min 16 s 62           | 684                      | 9e                       | 1508  | 4e                                  |
| Matteo Cicinelli | Hommes      | Finale      | -                  | -                  | -                  | 58 s 86                       | 293                           | 9e                            | 0              | 220            | 12e            | 1 min 59 s 06               | 312                         | 4e                          | 9 min 58 s 23            | 702                      | 9e                       | 1527  | 5e                                  |

| Athlète       | Compétition | Compétition | Tour de classement | Tour de classement | Tour de classement | Équitation (saut d'obstacles) | Équitation (saut d'obstacles) | Équitation (saut d'obstacles) | Escrime (épée) | Escrime (épée) | Escrime (épée) | Natation (200 m nage libre) | Natation (200 m nage libre) | Natation (200 m nage libre) | Laser-Run (course + tir) | Laser-Run (course + tir) | Laser-Run (course + tir) | Total | Rang |
| Athlète       | Compétition | Compétition | Vict.              | Déf.               | Rang               | Temps                         | Points                        | Rang                          | BR             | Points         | Rang           | Temps                       | Points                      | Rang                        | Temps                    | Points                   | Rang                     | Total | Rang |
| ------------- | ----------- | ----------- | ------------------ | ------------------ | ------------------ | ----------------------------- | ----------------------------- | ----------------------------- | -------------- | -------------- | -------------- | --------------------------- | --------------------------- | --------------------------- | ------------------------ | ------------------------ | ------------------------ | ----- | ---- |
| Elena Micheli | Femmes      | Demi-finale | 19                 | 16                 | 10e                | 4                             | 224                           | 5e                            | 2 min 10 s 63  | 289            | 2e             | 11 min 52 s 10              | 588                         | 10e                         | 59 s 19                  | 300                      | 4e                       | 1401  | 2e   |
| Elena Micheli | Femmes      | Finale      | -                  | -                  | -                  | 56 s 82                       | 293                           | 14e                           | 12             | 232            | 3e             | 2 min 12 s 47               | 286                         | 5e                          | 11 min 27 s 86           | 613                      | 12e                      | 1424  | 5e   |
| Alice Sotero  | Femmes      | Demi-finale | 12                 | 23                 | 34e                | 59 s 84                       | 300                           | 2e                            | 8              | 193            | 17e            | 2 min 10 s 24               | 290                         | 1er                         | 11 min 22 s 83           | 618                      | 3e                       | 1401  | 3e   |
| Alice Sotero  | Femmes      | Finale      | -                  | -                  | -                  | 57 s 61                       | 300                           | 6e                            | 6              | 191            | 18e            | 2 min 9 s 93                | 291                         | 1er                         | 11 min 33 s 81           | 607                      | 15e                      | 1389  | 13e  |

### Plongeon
| Athlète(s)                       | Compétition                | Tour préliminaire | Tour préliminaire | Demi-finale | Demi-finale | Finale  | Finale  |
| Athlète(s)                       | Compétition                | Points            | Rang              | Points      | Rang        | Points  | Rang    |
| -------------------------------- | -------------------------- | ----------------- | ----------------- | ----------- | ----------- | ------- | ------- |
| Lorenzo Marsaglia                | Tremplin à 3 m             | 405,05            | 7e                | 354,05      | 18e         | Éliminé | Éliminé |
| Giovanni Tocci                   | Tremplin à 3 m             | 346,85            | 22e               | Éliminé     | Éliminé     | Éliminé | Éliminé |
| Riccardo Giovannini              | Haut-vol à 10 m            | 387,65            | 15e               | 400,65      | 13e         | Éliminé | Éliminé |
| Andreas Sargent Larsen           | Haut-vol à 10 m            | 369,50            | 16e               | 394,15      | 15e         | Éliminé | Éliminé |
| Lorenzo Marsaglia Giovanni Tocci | Tremplin à 3 m synchronisé | Non disputé       | Non disputé       | Non disputé | Non disputé | 403,05  | 4e      |

| Athlète(s)                       | Compétition                | Tour préliminaire | Tour préliminaire | Demi-finale | Demi-finale | Finale   | Finale   |
| Athlète(s)                       | Compétition                | Points            | Rang              | Points      | Rang        | Points   | Rang     |
| -------------------------------- | -------------------------- | ----------------- | ----------------- | ----------- | ----------- | -------- | -------- |
| Elena Bertocchi                  | Tremplin à 3 m             | 282,30            | 14e               | 245,10      | 17e         | Éliminée | Éliminée |
| Chiara Pellacani                 | Tremplin à 3 m             | 297,70            | 7e                | 324,75      | 3e          | 309,60   | 4e       |
| Sarah Jodoin di Maria            | Haut-vol à 10 m            | 286,10            | 11e               | 294,85      | 10e         | 301,75   | 10e      |
| Maia Biginelli                   | Haut-vol à 10 m            | 277,00            | 18e               | 240,80      | 18e         | Éliminée | Éliminée |
| Elena Bertocchi Chiara Pellacani | Tremplin à 3 m synchronisé | Non disputé       | Non disputé       | Non disputé | Non disputé | 293,52   | 4e       |

### Skateboard
| Athlète            | Compétition | Qualifications | Qualifications | Qualifications | Qualifications | Finale   | Finale   | Finale   | Finale  |
| Athlète            | Compétition | Course 1       | Course 2       | Course 3       | Rang           | Course 1 | Course 2 | Course 3 | Rang    |
| ------------------ | ----------- | -------------- | -------------- | -------------- | -------------- | -------- | -------- | -------- | ------- |
| Alex Sorgente      | Hommes      | 89,96          | 91,14          | 12,33          | 3e             | 22,80    | 84,26    | 63,76    | 6e      |
| Alessandro Mazzara | Hommes      | 56,00          | 83,17          | 2,73           | 11e            | Éliminé  | Éliminé  | Éliminé  | Éliminé |

### Surf
| Athlète             | Compétition | 1er tour | 2e tour | 3e tour                 | Quart de finale     | Demi-finale         | Finale              | Finale              |            |
| Athlète             | Compétition | Résultat | Rang    | Adversaire Résultat     | Adversaire Résultat | Adversaire Résultat | Adversaire Résultat | Adversaire Résultat | Classement |
| ------------------- | ----------- | -------- | ------- | ----------------------- | ------------------- | ------------------- | ------------------- | ------------------- | ---------- |
| Leonardo Fioravanti | Hommes      | 8,87     | 2e      | Igarashi D 7,00 - 13,87 | Éliminé             | Éliminé             | Éliminé             | Éliminé             | 17e        |

### Taekwondo
| Athlète          | Catégorie      | Éliminatoires       | Quart de finale     | Demi-finale         | Repêchage           | Finale / CB         | Rang                                |
| Athlète          | Catégorie      | Adversaire Résultat | Adversaire Résultat | Adversaire Résultat | Adversaire Résultat | Adversaire Résultat | Rang                                |
| ---------------- | -------------- | ------------------- | ------------------- | ------------------- | ------------------- | ------------------- | ----------------------------------- |
| Vito Dell'Aquila | Moins de 58 kg | Ababakirov V 2 - 1  | Salim V 2 - 0       | Magomedov D 0 - 2   | Exempté             | Ravet D par forfait | 5e                                  |
| Simone Alessio   | Moins de 80 kg | Toleugali V 2 - 0   | Barkhordari D 1 - 2 | Éliminé             | Jaysunov V 2 - 0    | Nickolas V 2 - 0    | Médaille de bronze, Jeux olympiques |

| Athlète                    | Catégorie      | Éliminatoires       | Quart de finale     | Demi-finale         | Repêchage           | Finale / CB         | Rang |
| Athlète                    | Catégorie      | Adversaire Résultat | Adversaire Résultat | Adversaire Résultat | Adversaire Résultat | Adversaire Résultat | Rang |
| -------------------------- | -------------- | ------------------- | ------------------- | ------------------- | ------------------- | ------------------- | ---- |
| Illenia Elisabetta Matonti | Moins de 49 kg | Dinçel D 0 - 2      | Éliminée            | Éliminée            | Éliminée            | Éliminée            | 11e  |

### Tennis

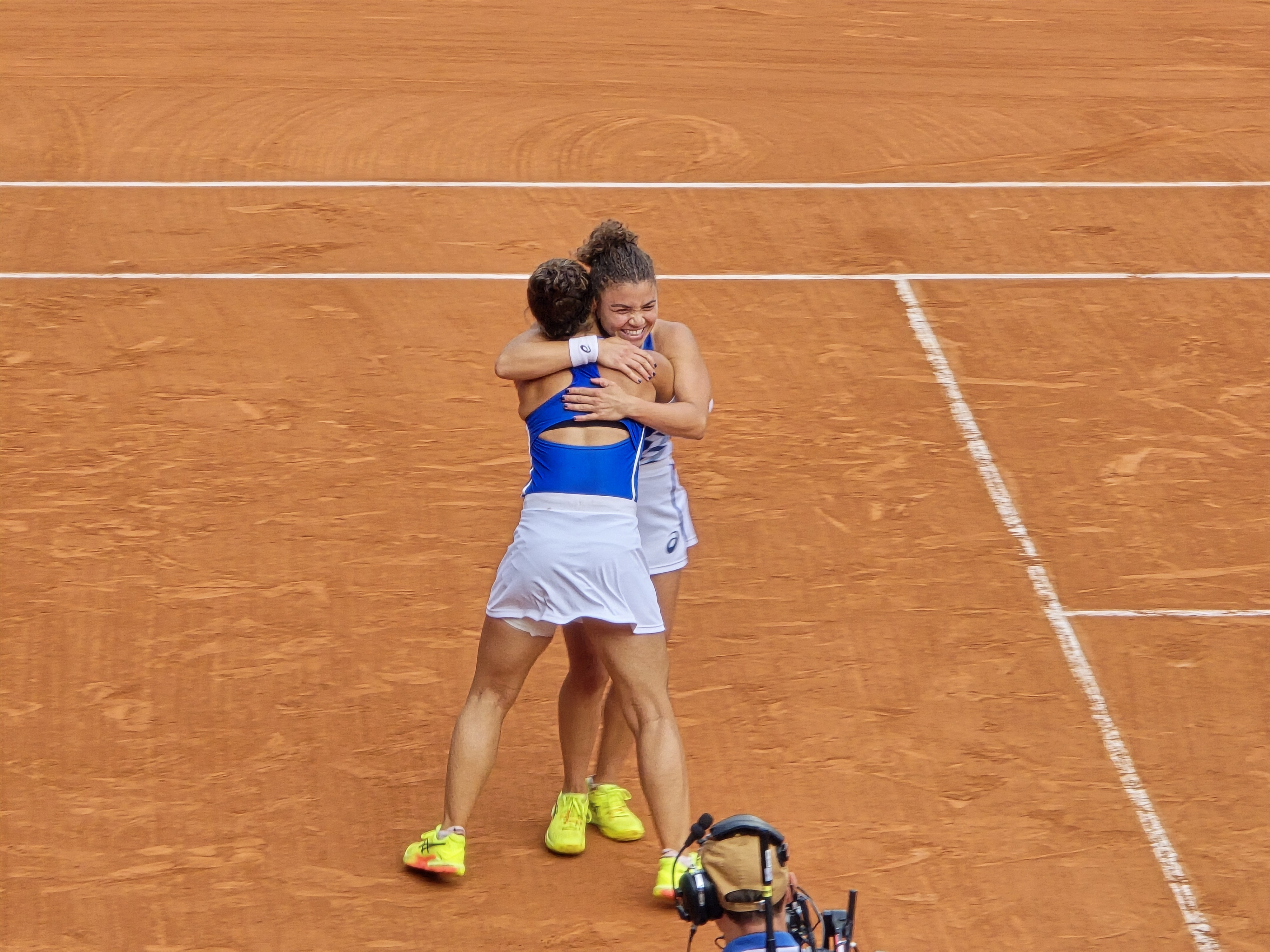
La paire italienne Sara Errani et Jasmine Paolini se félicitant de leur médaille d'or en double dames.

| Joueur (n° de tête de série) | Compétition | 32e de finale            | 16e de finale           | 8e de finale                | Quarts de finale    | Demi-finale         | Finale / MB                     | Rang                                |
| Joueur (n° de tête de série) | Compétition | Adversaire Résultat      | Adversaire Résultat     | Adversaire Résultat         | Adversaire Résultat | Adversaire Résultat | Adversaire Résultat             | Rang                                |
| ---------------------------- | ----------- | ------------------------ | ----------------------- | --------------------------- | ------------------- | ------------------- | ------------------------------- | ----------------------------------- |
| Matteo Arnaldi ()            | Hommes      | Fils V 6-4, 7-6, 9-7     | Koepfer D 6-3, 2-6, 1-6 | Éliminé                     | Éliminé             | Éliminé             | Éliminé                         | 17e                                 |
| Luciano Darderi ()           | Hommes      | Paul D 3-6, 4-6          | Éliminé                 | Éliminé                     | Éliminé             | Éliminé             | Éliminé                         | 33e                                 |
| Lorenzo Musetti ()           | Hommes      | Monfils V 6- 1, 6-4      | Navone V 7-6, 6-3       | Fritz V 6-4, 7-5            | Zverev V 7-5, 7-5   | Djokovic D 4-6, 2-6 | Auger-Aliassime V 6-4, 1-6, 6-3 | Médaille de bronze, Jeux olympiques |
| Andrea Vavassori ()          | Hommes      | Martínez V 6-4, 4-6, 6-4 | Ruud D 6-4, 4-6, 3-6    | Éliminé                     | Éliminé             | Éliminé             | Éliminé                         | 17e                                 |
| Lucia Bronzetti ()           | Femmes      | Vekić D 2-6, 5-7         | Éliminée                | Éliminée                    | Éliminée            | Éliminée            | Éliminée                        | 33e                                 |
| Elisabetta Cocciaretto ()    | Femmes      | Shnaider D 2-6, 5-7      | Éliminée                | Éliminée                    | Éliminée            | Éliminée            | Éliminée                        | 33e                                 |
| Sara Errani ()               | Femmes      | Zheng D 0-6, 0-6         | Éliminée                | Éliminée                    | Éliminée            | Éliminée            | Éliminée                        | 33e                                 |
| Jasmine Paolini ()           | Femmes      | Bogdan V 7-5, 6-3        | Linette V 6-4, 6-1      | Schmiedlová D 5-7, 6-3, 5-7 | Éliminée            | Éliminée            | Éliminée                        | 9e                                  |

| Joueurs (n° de tête de série)             | Compétition | 16e de finale                               | 8e de finale                       | Quarts de finale            | Demi-finale                  | Finale / MB                          | Rang                           |
| Joueurs (n° de tête de série)             | Compétition | Adversaires Résultat                        | Adversaires Résultat               | Adversaires Résultat        | Adversaires Résultat         | Adversaires Résultat                 | Rang                           |
| ----------------------------------------- | ----------- | ------------------------------------------- | ---------------------------------- | --------------------------- | ---------------------------- | ------------------------------------ | ------------------------------ |
| Luciano Darderi Lorenzo Musetti ()        | Hommes      | Jarry / Tabilo D 3-6, 7-6, 5-10             | Éliminés                           | Éliminés                    | Éliminés                     | Éliminés                             | 17e                            |
| Simone Bolelli Andrea Vavassori ()        | Hommes      | Carreño Busta / Granollers D 6-2, 6-7, 7-10 | Éliminés                           | Éliminés                    | Éliminés                     | Éliminés                             | 17e                            |
| Sara Errani Jasmine Paolini ()            | Femmes      | Routliffe / Sun V 6-3, 6-2                  | Garcia / Parry V 5-7, 6-3, 10-8    | Boulter / Watson V 6-3, 6-1 | Muchová / Nosková V 6-3, 6-2 | Andreeva / Shnaider V 2-6, 6-1, 10-7 | Médaille d'or, Jeux olympiques |
| Lucia Bronzetti Elisabetta Cocciaretto () | Femmes      | Bucșa / Sorribes Tormo D 1-6, 2-6           | Éliminées                          | Éliminées                   | Éliminées                    | Éliminées                            | 17e                            |
| Andrea Vavassori Sara Errani ()           | Mixte       | Andreeva / Medvedev V 6-3, 6-2              | Schuurs / Koolhof D 7-6, 3-6, 9-11 | Éliminés                    | Éliminés                     | Éliminés                             | 5e                             |

### Tennis de table
| Athlète(s) (n° de tête de série) | Compétition | 32e de finale          | 16e de finale          | 8e de finale           | Quart de finale        | Demi-finale            | Finale / MB            | Rang |
| Athlète(s) (n° de tête de série) | Compétition | Adversaire(s) Résultat | Adversaire(s) Résultat | Adversaire(s) Résultat | Adversaire(s) Résultat | Adversaire(s) Résultat | Adversaire(s) Résultat | Rang |
| -------------------------------- | ----------- | ---------------------- | ---------------------- | ---------------------- | ---------------------- | ---------------------- | ---------------------- | ---- |
| Giorgia Piccolin ()              | Simple      | Hirano D 0 - 4         | Éliminée               | Éliminée               | Éliminée               | Éliminée               | Éliminée               | 33e  |
| Debora Vivarelli ()              | Simple      | Hiyata D 0 - 4         | Éliminée               | Éliminée               | Éliminée               | Éliminée               | Éliminée               | 33e  |

### Tir
| Athlète               | Compétition                  | Qualification | Qualification | Finale  | Finale                              |
| Athlète               | Compétition                  | Points        | Rang          | Points  | Rang                                |
| --------------------- | ---------------------------- | ------------- | ------------- | ------- | ----------------------------------- |
| Paolo Monna           | Pistolet à 10 m air comprimé | 579-18x       | 5e            | 218,6   | Médaille de bronze, Jeux olympiques |
| Federico Nilo Maldini | Pistolet à 10 m air comprimé | 581-16x       | 2e            | 240,0   | Médaille d'argent, Jeux olympiques  |
| Riccardo Mazzetti     | Pistolet à 25 m tir rapide   | 583           | 12e           | Éliminé | Éliminé                             |
| Massimo Spinella      | Pistolet à 25 m tir rapide   | 586           | 5e            | 10      | 6e                                  |
| Edoardo Bonazzi       | Carabine à 10 m air comprimé | 629,8         | 10e           | Éliminé | Éliminé                             |
| Danilo Sollazzo       | Carabine à 10 m air comprimé | 631,4         | 3e            | 187,4   | 5e                                  |
| Edoardo Bonazzi       | Carabine à 50 m 3 positions  | 588-38x       | 14e           | Éliminé | Éliminé                             |
| Danilo Sollazzo       | Carabine à 50 m 3 positions  | 587-37x       | 19e           | Éliminé | Éliminé                             |
| Giovanni Pellielo     | Fosse olympique              | 121           | 16e           | Éliminé | Éliminé                             |
| Mauro De Filippis     | Fosse olympique              | 121           | 13e           | Éliminé | Éliminé                             |
| Tammaro Cassandro     | Skeet                        | 124           | 2e            | 36      | 4e                                  |
| Gabriele Rossetti     | Skeet                        | 122           | 7e            | Éliminé | Éliminé                             |

| Athlète            | Compétition                  | Qualification | Qualification | Finale   | Finale                             |
| Athlète            | Compétition                  | Points        | Rang          | Points   | Rang                               |
| ------------------ | ---------------------------- | ------------- | ------------- | -------- | ---------------------------------- |
| Barbara Gambaro    | Carabine à 10 m air comprimé | 626,8         | 24e           | Éliminée | Éliminée                           |
| Barbara Gambaro    | Carabine à 50 m 3 positions  | 580-26x       | 23e           | Éliminée | Éliminée                           |
| Silvana Stanco     | Fosse olympique              | 122           | 4e            | 40       | Médaille d'argent, Jeux olympiques |
| Jessica Rossi      | Fosse olympique              | 120           | 9e            | Éliminée | Éliminée                           |
| Diana Bacosi       | Skeet                        | 117           | 15e           | Éliminée | Éliminée                           |
| Martina Bartolomei | Skeet                        | 117           | 16e           | Éliminée | Éliminée                           |

| Athlètes                             | Compétition                  | Qualifications | Qualifications | Finale / MB          | Finale / MB                    |
| Athlètes                             | Compétition                  | Points         | Rang           | Adversaires Résultat | Rang                           |
| ------------------------------------ | ---------------------------- | -------------- | -------------- | -------------------- | ------------------------------ |
| Barbara Gambaro Danilo Sollazzo      | Carabine à 10 m air comprimé | 625,4          | 17e            | Éliminés             | Éliminés                       |
| Gabriele Rossetti Diana Bacosi       | Skeet                        | 149 RM         | 1er            | 45                   | Médaille d'or, Jeux olympiques |
| Tammaro Cassandro Martina Bartolomei | Skeet                        | 144            | 5e             | Éliminés             | Éliminés                       |

### Tir à l'arc
| Athlète           | Compétition | Tour préliminaire | Tour préliminaire | 32e de finale       | 16e de finale       | 8e de finale        | Quart de finale     | Demi-finale         | Finale / MB         | Rang |
| Athlète           | Compétition | Points            | Rang              | Adversaire Résultat | Adversaire Résultat | Adversaire Résultat | Adversaire Résultat | Adversaire Résultat | Adversaire Résultat | Rang |
| ----------------- | ----------- | ----------------- | ----------------- | ------------------- | ------------------- | ------------------- | ------------------- | ------------------- | ------------------- | ---- |
| Federico Musolesi | Hommes      | 662               | 34e               | Ravnikar V 6 - 4    | Kim J-d D 4 - 6     | Éliminé             | Éliminé             | Éliminé             | Éliminé             | 17e  |
| Mauro Nespoli     | Hommes      | 670               | 20e               | Islam V 6 - 0       | Sadikov V 6 - 4     | Peters V 6 - 2      | Lee W-s D 4 - 6     | Éliminé             | Éliminé             | 6e   |
| Alessandro Paoli  | Hommes      | 658               | 37e               | Dorji V 7 - 3       | Lee W-s D 0 - 6     | Éliminé             | Éliminé             | Éliminé             | Éliminé             | 17e  |
| Chiara Rebagliati | Femmes      | 663               | 15e               | Zairi V 6 - 5       | Amăistroaie D 3 - 7 | Éliminée            | Éliminée            | Éliminée            | Éliminée            | 17e  |

| Athlètes                                         | Compétition | Tour préliminaire | Tour préliminaire | 8e de finale         | Quart de finale      | Demi-finale          | Finale / MB          | Rang |
| Athlètes                                         | Compétition | Points            | Rang              | Adversaires Résultat | Adversaires Résultat | Adversaires Résultat | Adversaires Résultat | Rang |
| ------------------------------------------------ | ----------- | ----------------- | ----------------- | -------------------- | -------------------- | -------------------- | -------------------- | ---- |
| Federico Musolesi Mauro Nespoli Alessandro Paoli | Hommes      | 1990              | 7e                | Kazakhstan V 5 - 4   | France D 2 - 6       | Éliminés             | Éliminés             | 6e   |
| Mauro Nespoli Chiara Rebagliati                  | Mixte       | 1333              | 9e                | France V 6 - 0       | Corée du Sud D 2 - 6 | Éliminés             | Éliminés             | 7e   |

### Triathlon
| Athlète            | Compétition | Natation (1,5 km) | Transition 1 | Vélo (40 km)   | Transition 2 | Course (10 km) | Temps total     | Rang |
| ------------------ | ----------- | ----------------- | ------------ | -------------- | ------------ | -------------- | --------------- | ---- |
| Alessio Crociani   | Hommes      | 20 min 10 s       | 49 s         | 52 min 32 s    | 24 s         | 34 min 24 s    | 1 h 48 min 19 s | 30e  |
| Gianluca Pozzatti  | Hommes      | 20 min 31 s       | 51 s         | 52 min 1 s     | 27 s         | 30 min 51 s    | 1 h 44 min 41 s | 14e  |
| Alice Betto        | Femmes      | 23 min 41 s       | 56 s         | 58 min 11 s    | 28 s         | 30 min 40 s    | 1 h 57 min 56 s | 16e  |
| Bianca Seregni     | Femmes      | 22 min 14 s       | 59 s         | 59 min 37 s    | 31 s         | 35 min 50 s    | 1 h 59 min 11 s | 22e  |
| Verena Steinhauser | Femmes      | 24 min 51 s       | 56 s         | 1 h 0 min 28 s | 29 s         | 35 min 51 s    | 2 h 2 min 35 s  | 39e  |

| Athlète            | Natation (300 m) | Transition 1 | Vélo (8 km) | Transition 2 | Course (2 km) | Temps (athlète) | Rang |
| ------------------ | ---------------- | ------------ | ----------- | ------------ | ------------- | --------------- | ---- |
| Gianluca Pozzatti  | 4 min 12 s       | 1 min 4 s    | 9 min 37 s  | 23 s         | 4 min 55 s    | 20 min 11 s     | -    |
| Alice Betto        | 4 min 58 s       | 1 min 8 s    | 10 min 40 s | 27 s         | 5 min 47 s    | 23 min 0 s      | -    |
| Alessio Crociani   | 4 min 14 s       | 1 min 4 s    | 9 min 32 s  | 24 s         | 5 min 2 s     | 20 min 16 s     | -    |
| Verena Steinhauser | 5 min 25 s       | 1 min 12 s   | 10 min 41 s | 29 s         | 5 min 57 s    | 23 min 44 s     | -    |
| Total              | -                | -            | -           | -            | -             | 1 h 27 min 11 s | 6e   |

### Voile
Nota : le résultat barré est le plus mauvais de l’athlète concerné. Il n’est pas pris en compte dans le total.
| Athlète            | Compétition  | Qualifications | Qualifications | Qualifications | Qualifications | Qualifications | Qualifications | Qualifications | Qualifications | Qualifications | Qualifications | Qualifications | Qualifications | Qualifications | Qualifications | Total net | Quart de finale | Demi-finale | Finale      | Rang |
| Athlète            | Compétition  | 1              | 2              | 3              | 4              | 5              | 6              | 7              | 8              | 9              | 10             | 11             | 12             | 13             | CM             | Total net | Quart de finale | Demi-finale | Finale      | Rang |
| ------------------ | ------------ | -------------- | -------------- | -------------- | -------------- | -------------- | -------------- | -------------- | -------------- | -------------- | -------------- | -------------- | -------------- | -------------- | -------------- | --------- | --------------- | ----------- | ----------- | ---- |
| Lorenzo Chiavarini | Laser        | 2              | 21             | 4              | 6              | 17             | 27             | 5              | 19             | Annulé         | Annulé         | Non disputé    | Non disputé    | Non disputé    | 14             | 97        | Non disputé     | Non disputé | Non disputé | 9e   |
| Nicolò Renna       | IQFoil       | 2              | 15 RDG         | 25 NPT         | 4              | 2              | 5              | 25 BFD         | 12             | 12             | 7              | 1              | 9              | 4              | Non disputé    | 73        | 3e              | Éliminé     | Éliminé     | 6e   |
| Riccardo Pianosi   | Formula Kite | 10             | 8              | 6              | 14             | 1              | 4              | 1              | Annulé         | Annulé         | Annulé         | Annulé         | Annulé         | Annulé         | Non disputé    | 20        | Non disputé     | 1er         | 4e          | 4e   |

| Athlète(s)                    | Compétition  | Qualifications | Qualifications | Qualifications | Qualifications | Qualifications | Qualifications | Qualifications | Qualifications | Qualifications | Qualifications | Qualifications | Qualifications | Qualifications | Qualifications | Qualifications | Total net | Quart de finale | Demi-finale | Finale      | Rang                           |
| Athlète(s)                    | Compétition  | 1              | 2              | 3              | 4              | 5              | 6              | 7              | 8              | 9              | 10             | 11             | 12             | 13             | 14             | CM             | Total net | Quart de finale | Demi-finale | Finale      | Rang                           |
| ----------------------------- | ------------ | -------------- | -------------- | -------------- | -------------- | -------------- | -------------- | -------------- | -------------- | -------------- | -------------- | -------------- | -------------- | -------------- | -------------- | -------------- | --------- | --------------- | ----------- | ----------- | ------------------------------ |
| Chiara Benini Floriani        | Laser Radial | 3              | 7              | 25             | 10             | 18             | 10             | 11             | 5              | 38             | Annulé         | Non disputé    | Non disputé    | Non disputé    | Non disputé    | 2              | 91        | Non disputé     | Non disputé | Non disputé | 5e                             |
| Jana Germani Giorgia Bertuzzi | 49er FX      | 12             | 9              | 9              | 1              | 3              | 6              | 17             | 17             | 16             | 12             | 3              | 3              | 4              | Non disputé    | Non disputé    | 95        | Non disputé     | Non disputé | Non disputé | 5e                             |
| Marta Maggetti                | IQFoil       | 5              | 3              | 4              | 20             | 11             | 4              | 3              | 8              | 4              | 4              | 4              | 15             | 11             | 9              | Non disputé    | 70        | Exemptée        | 2e          | 1re         | Médaille d'or, Jeux olympiques |
| Maggie Pescetto               | Formula Kite | 5              | 21 DSQ         | 3              | 10             | 4              | Annulé         | Annulé         | Annulé         | Annulé         | Annulé         | Annulé         | Annulé         | Annulé         | Annulé         | Non disputé    | 36        | Non disputé     | 4e          | Éliminée    | 10e                            |

| Athlètes                    | Compétition | Qualifications | Qualifications | Qualifications | Qualifications | Qualifications | Qualifications | Qualifications | Qualifications | Qualifications | Qualifications | Qualifications | Qualifications | Qualifications | Total net | Rang                           |
| Athlètes                    | Compétition | 1              | 2              | 3              | 4              | 5              | 6              | 7              | 8              | 9              | 10             | 11             | 12             | CM             | Total net | Rang                           |
| --------------------------- | ----------- | -------------- | -------------- | -------------- | -------------- | -------------- | -------------- | -------------- | -------------- | -------------- | -------------- | -------------- | -------------- | -------------- | --------- | ------------------------------ |
| Caterina Banti Ruggero Tita | Nacra 17    | 1              | 1              | 2              | 1              | 1              | 1              | 1              | 6              | 6              | 20             | 5              | 2              | 2e             | 31        | Médaille d'or, Jeux olympiques |
| Elena Berta Bruno Festo     | 470         | 3              | 15             | 12             | 10             | 20 NPT         | 12             | 11             | Annulé         | Annulé         | Annulé         | Non disputé    | Non disputé    | Éliminés       | 76        | 15e                            |

### Volley-ball

#### Volleyball de plage
| Athlètes                           | Compétition      | Tour préliminaire             | Tour préliminaire              | Tour préliminaire               | Tour préliminaire | 8e de finale             | Quart de finale      | Demi-finale          | Finale / MB          | Rang |
| Athlètes                           | Compétition      | Adversaires Résultat          | Adversaires Résultat           | Adversaires Résultat            | Rang              | Adversaires Résultat     | Adversaires Résultat | Adversaires Résultat | Adversaires Résultat | Rang |
| ---------------------------------- | ---------------- | ----------------------------- | ------------------------------ | ------------------------------- | ----------------- | ------------------------ | -------------------- | -------------------- | -------------------- | ---- |
| Samuele Cottafava Paolo Nicolai    | Tournoi masculin | Ahmed / Cherif D 0 - 2        | Carracher / Nicolaidis V 2 - 0 | Åhman / Hellvig V 2 - 0         | 2e du gr. A       | Benesh / Partain D 0 - 2 | Éliminés             | Éliminés             | Éliminés             | 9e   |
| Adrian Carambula Ranghieri         | Tournoi masculin | Immers / Van de Velde V 2 - 1 | Mol / Sørum D 0 - 2            | E. Grimlat / M. Grimalt D 0 - 2 | 4e du gr.B        | Éliminés                 | Éliminés             | Éliminés             | Éliminés             | 19e  |
| Valentina Gottardi Marta Menegatti | Tournoi féminin  | Fernández / Soria D 1 - 2     | Abdelhady / Elghobashy V 2 - 0 | Ana Patrícia / Duda D 0 - 2     | 3e du gr. A       | Cheng / Hugues D 1 - 2   | Éliminées            | Éliminées            | Éliminées            | 9e   |

#### En salle
| Compétition      | Tour préliminaire    | Tour préliminaire    | Tour préliminaire    | Tour préliminaire | Quart de finale      | Demi-finale          | Finale / MB          | Rang |
| Compétition      | Adversaires Résultat | Adversaires Résultat | Adversaires Résultat | Rang              | Adversaires Résultat | Adversaires Résultat | Adversaires Résultat | Rang |
| ---------------- | -------------------- | -------------------- | -------------------- | ----------------- | -------------------- | -------------------- | -------------------- | ---- |
| Tournoi masculin | Brésil V 3 - 1       | Égypte V 3 - 0       | Pologne V 3 - 1      | 1er du gr. B      | Japon V 3 - 2        | France D 0 - 3       | États-Unis D 0 - 3   | 4e   |

Équipe masculine de volley-ball :
- 5 - Alessandro Michieletto : OH
- 6  - Simone Giannelli  : S
- 7 - Fabio Balaso : L
- 8 - Riccardo Sbertoli : S
- 11 - Giovanni Sanguinetti : MB
- 12 - Mattia Bottolo : OH
- 14 - Gianluca Galassi : MB
- 15 - Daniele Lavia : OH
- 16 - Yuri Romanò : OP
- 19 - Roberto Russo (en) : MB
- 23 - Alessandro Bovolenta : OP
- 31 - Luca Porro : OH

| Compétition     | Tour préliminaire              | Tour préliminaire    | Tour préliminaire    | Tour préliminaire | Quart de finale      | Demi-finale          | Finale / MB          | Rang                           |
| Compétition     | Adversaires Résultat           | Adversaires Résultat | Adversaires Résultat | Rang              | Adversaires Résultat | Adversaires Résultat | Adversaires Résultat | Rang                           |
| --------------- | ------------------------------ | -------------------- | -------------------- | ----------------- | -------------------- | -------------------- | -------------------- | ------------------------------ |
| Tournoi féminin | République dominicaine V 3 - 1 | Pays-Bas V 3 - 0     | Turquie V 3 - 0      | 1re du gr. C      | Serbie V 3 - 0       | Turquie V 3 - 0      | États-Unis V 3 - 0   | Médaille d'or, Jeux olympiques |

Équipe féminine de volley-ball :
- 1 - Marina Lubian : MB
- 3 - Carlotta Cambi : S
- 5 - Ilaria Spirito : L
- 6 - Monica De Gennaro : L
- 8 - Alessia Orro : S
- 9 - Caterina Bosetti : OH
- 11 - Anna Danesi  : MB
- 17 - Myriam Sylla : OH
- 18 - Paola Egonu : OP
- 19 - Sarah Luisa Fahr : MB
- 21 - Loveth Omoruyi : OH
- 24 - Ekaterina Antropova : OP
- 27 - Gaia Giovannini : OH

### Water-polo
| Épreuve          | Tour préliminaire   | Tour préliminaire   | Tour préliminaire             | Tour préliminaire   | Tour préliminaire   | Tour préliminaire | Quart de finale             | Demi-finale         | Finale / MB         | Rang |
| Épreuve          | Adversaire Résultat | Adversaire Résultat | Adversaire Résultat           | Adversaire Résultat | Adversaire Résultat | Rang              | Adversaire Résultat         | Adversaire Résultat | Adversaire Résultat | Rang |
| ---------------- | ------------------- | ------------------- | ----------------------------- | ------------------- | ------------------- | ----------------- | --------------------------- | ------------------- | ------------------- | ---- |
| Tournoi masculin | États-Unis V 12 - 8 | Croatie V 14 - 11   | Monténégro V 11 - 9 (tab 8-8) | Roumanie V 18 - 7   | Grèce D 8 - 9       | 2e du gr. A       | Hongrie D 10 - 12 (tab 9-9) | Espagne D 9 - 11    | Australie V 18 - 7  | 7e   |

Équipe masculine de water-polo :
- 1 - Marco Del Lungo : Gardien
- 2 - Francesco Di Fulvio  : Ailier
- 3 - Alessandro Velotto : Défenseur
- 4 - Tommaso Gianazza : Avant centre
- 5 - Andrea Fondelli : Défenseur
- 6 - Francesco Condemi : Ailier
- 7 - Vincenzo Renzuto : Arrière centre
- 8 - Gonzalo Echenique : Ailier
- 9 - Nicholas Presciutti : Arrière centre
- 10 - Lorenzo Bruni : Avant centre
- 11 - Edoardo Di Somma : Défenseur
- 12 - Matteo Iocchi Gratta : Arrière centre
- 13 - Gianmarco Nicosia : Gardien

| Épreuve         | Tour préliminaire   | Tour préliminaire   | Tour préliminaire   | Tour préliminaire   | Tour préliminaire   | Tour préliminaire | Quart de finale     | Demi-finale         | Finale / MB                   | Rang |
| Épreuve         | Adversaire Résultat | Adversaire Résultat | Adversaire Résultat | Adversaire Résultat | Adversaire Résultat | Rang              | Adversaire Résultat | Adversaire Résultat | Adversaire Résultat           | Rang |
| --------------- | ------------------- | ------------------- | ------------------- | ------------------- | ------------------- | ----------------- | ------------------- | ------------------- | ----------------------------- | ---- |
| Tournoi féminin | France D 8 - 9      | États-Unis D 3 - 10 | Grèce V 12 - 8      | Espagne D 11 - 13   | Non disputé         | 3e du gr. B       | Pays-Bas D 8 - 11   | Canada V 10 - 5     | Hongrie D 12 - 15 (tab 11-11) | 6e   |

Équipe féminine de water-polo :
- 1 - Giuseppina Aurora Condorelli : Gardienne
- 2 - Chiara Tabani : Arrière centre
- 3 - Giuditta Galardi : Avant centre
- 4 - Silvia Avegno : Ailier gauche
- 5 - Sofia Giustini : Ailier gauche
- 6 - Dafne Bettini : Ailier droit
- 7 - Domitilla Picozzi : Ailier droit
- 8 - Roberta Bianconi : Ailier gauche
- 9 - Valeria Palmieri  : Avant centre
- 10 - Claudia Roberta Marletta : Ailier gauche
- 11 - Agnese Cocchiere : Avant centre
- 12 - Giulia Viacava : Arrière centre
- 13 - Caterina Banchelli : Gardienne